# 都城市
都城市（みやこのじょうし）は、宮崎県の南西端に位置する市。宮崎市に次ぎ、県内第2の人口を擁する主要都市である。

## 地理

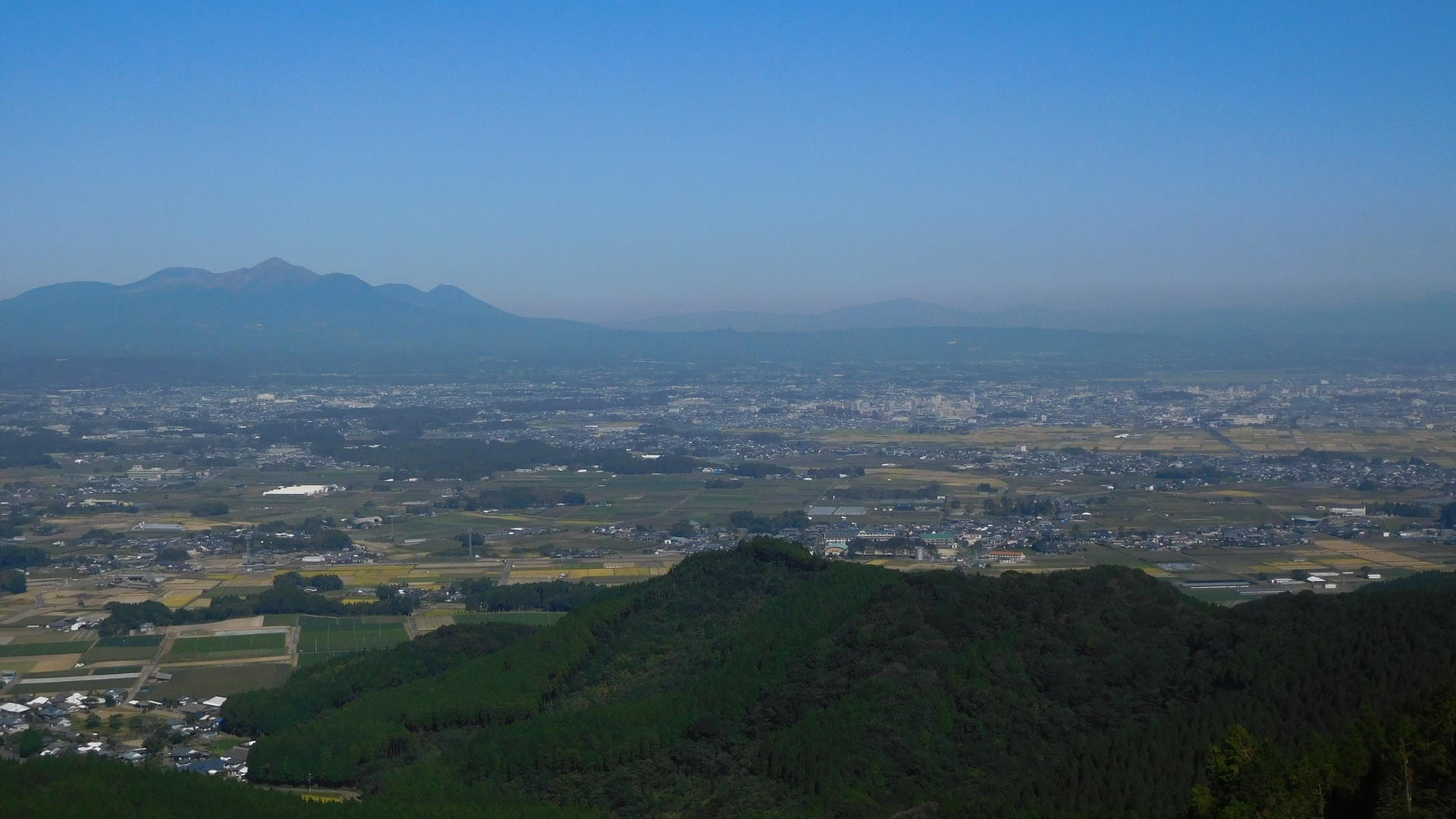
高千穂峰と市街地（金御岳公園からの眺望）

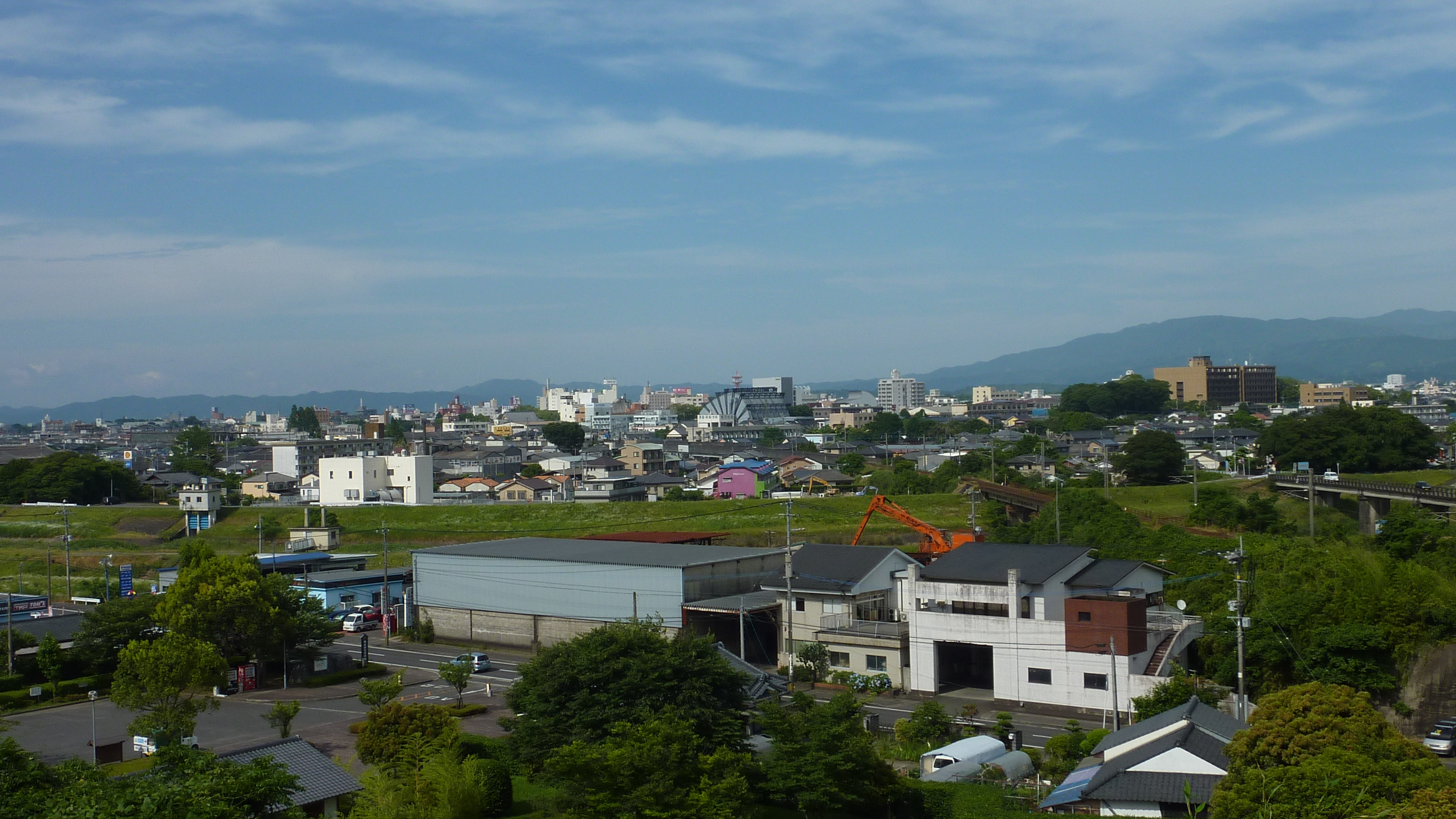
市街地（都城歴史資料館からの眺望）

宮崎市から西南西約50km、鹿児島市から東北東約90kmの宮崎県の南西端に位置する。
市の北部から西部、南部にかけては鹿児島県に接しており、宮崎と鹿児島の中間地点にあたる主要都市である。
広大な都城盆地の中にあり、都城盆地一帯の拠点都市である。市域中央をほぼ南北に大淀川が流れ、西は霧島山地、東は鰐塚山地に囲まれている。
都市計画区域全体で市街化区域と市街化調整区域の線引きを撤廃した唯一の都市でもあり、ゆったりとした町並みである。
- 山：高千穂峰
- 河川：大淀川、沖水川
- 湖沼：御池

### 気候
内陸部の盆地に位置しており、年平均気温は16.8℃と宮崎市（同17.7℃）より1℃ほど低い値となっている。
年降水量は毎年2,000 - 3,000mm前後で推移しており、平均すると宮崎市と同程度に多雨である。
- 気温 - 最高39.4℃（2020年（令和2年）8月18日、最低-9.8℃（1970年（昭和45年）1月18日）
- 最大日降水量 - 538.5ミリ（2022年（令和4年）9月18日）
- 最大瞬間風速 - 51.4メートル（1951年（昭和26年）10月14日）
- 夏日最多日数 - 173日（2024年（令和6年））
- 真夏日最多日数 - 92日（2024年（令和6年））
- 猛暑日最多日数 - 24日（2024年（令和6年））
- 熱帯夜最多日数 - 38日（2024年（令和6年））
- 冬日最多日数 - 101日（1943年（昭和18年））

| 都城特別地域気象観測所（都城市菖蒲原町、標高154m）の気候 | 都城特別地域気象観測所（都城市菖蒲原町、標高154m）の気候 | 都城特別地域気象観測所（都城市菖蒲原町、標高154m）の気候 | 都城特別地域気象観測所（都城市菖蒲原町、標高154m）の気候 | 都城特別地域気象観測所（都城市菖蒲原町、標高154m）の気候 | 都城特別地域気象観測所（都城市菖蒲原町、標高154m）の気候 | 都城特別地域気象観測所（都城市菖蒲原町、標高154m）の気候 | 都城特別地域気象観測所（都城市菖蒲原町、標高154m）の気候 | 都城特別地域気象観測所（都城市菖蒲原町、標高154m）の気候 | 都城特別地域気象観測所（都城市菖蒲原町、標高154m）の気候 | 都城特別地域気象観測所（都城市菖蒲原町、標高154m）の気候 | 都城特別地域気象観測所（都城市菖蒲原町、標高154m）の気候 | 都城特別地域気象観測所（都城市菖蒲原町、標高154m）の気候 | 都城特別地域気象観測所（都城市菖蒲原町、標高154m）の気候 |
| 月                                                       | 1月                                                      | 2月                                                      | 3月                                                      | 4月                                                      | 5月                                                      | 6月                                                      | 7月                                                      | 8月                                                      | 9月                                                      | 10月                                                     | 11月                                                     | 12月                                                     | 年                                                       |
| -------------------------------------------------------- | -------------------------------------------------------- | -------------------------------------------------------- | -------------------------------------------------------- | -------------------------------------------------------- | -------------------------------------------------------- | -------------------------------------------------------- | -------------------------------------------------------- | -------------------------------------------------------- | -------------------------------------------------------- | -------------------------------------------------------- | -------------------------------------------------------- | -------------------------------------------------------- | -------------------------------------------------------- |
| 最高気温記録 °C （°F）                                   | 24.3 (75.7)                                              | 23.5 (74.3)                                              | 27.1 (80.8)                                              | 30.4 (86.7)                                              | 34.0 (93.2)                                              | 34.4 (93.9)                                              | 37.2 (99)                                                | 39.4 (102.9)                                             | 35.2 (95.4)                                              | 34.0 (93.2)                                              | 28.0 (82.4)                                              | 24.4 (75.9)                                              | 39.4 (102.9)                                             |
| 平均最高気温 °C （°F）                                   | 12.1 (53.8)                                              | 13.7 (56.7)                                              | 16.9 (62.4)                                              | 21.6 (70.9)                                              | 25.5 (77.9)                                              | 27.1 (80.8)                                              | 31.4 (88.5)                                              | 32.1 (89.8)                                              | 29.3 (84.7)                                              | 24.8 (76.6)                                              | 19.5 (67.1)                                              | 14.2 (57.6)                                              | 22.4 (72.3)                                              |
| 日平均気温 °C （°F）                                     | 6.1 (43)                                                 | 7.7 (45.9)                                               | 11.0 (51.8)                                              | 15.6 (60.1)                                              | 19.8 (67.6)                                              | 22.7 (72.9)                                              | 26.7 (80.1)                                              | 27.0 (80.6)                                              | 24.2 (75.6)                                              | 19.1 (66.4)                                              | 13.5 (56.3)                                              | 8.1 (46.6)                                               | 16.8 (62.2)                                              |
| 平均最低気温 °C （°F）                                   | 0.9 (33.6)                                               | 2.3 (36.1)                                               | 5.7 (42.3)                                               | 10.2 (50.4)                                              | 14.9 (58.8)                                              | 19.3 (66.7)                                              | 23.2 (73.8)                                              | 23.4 (74.1)                                              | 20.4 (68.7)                                              | 14.4 (57.9)                                              | 8.4 (47.1)                                               | 2.8 (37)                                                 | 12.2 (54)                                                |
| 最低気温記録 °C （°F）                                   | −9.8 (14.4)                                              | −8.5 (16.7)                                              | −5.9 (21.4)                                              | −2.7 (27.1)                                              | 2.3 (36.1)                                               | 9.1 (48.4)                                               | 15.0 (59)                                                | 14.4 (57.9)                                              | 6.3 (43.3)                                               | −0.8 (30.6)                                              | −4.8 (23.4)                                              | −7.8 (18)                                                | −9.8 (14.4)                                              |
| 降水量 mm （inch）                                       | 66.1 (2.602)                                             | 106.2 (4.181)                                            | 163.3 (6.429)                                            | 184.3 (7.256)                                            | 207.8 (8.181)                                            | 559.7 (22.035)                                           | 447.0 (17.598)                                           | 320.9 (12.634)                                           | 314.2 (12.37)                                            | 131.6 (5.181)                                            | 94.0 (3.701)                                             | 74.6 (2.937)                                             | 2,694.2 (106.071)                                        |
| 平均降水日数 （≥0.5 mm）                                 | 7.6                                                      | 8.8                                                      | 12.7                                                     | 11.1                                                     | 11.2                                                     | 18.0                                                     | 14.5                                                     | 14.4                                                     | 13.9                                                     | 8.4                                                      | 8.3                                                      | 7.3                                                      | 136.3                                                    |
| % 湿度                                                   | 71                                                       | 70                                                       | 70                                                       | 70                                                       | 73                                                       | 82                                                       | 80                                                       | 79                                                       | 79                                                       | 75                                                       | 76                                                       | 73                                                       | 75                                                       |
| 平均月間日照時間                                         | 167.2                                                    | 155.2                                                    | 169.4                                                    | 173.9                                                    | 169.2                                                    | 103.1                                                    | 168.2                                                    | 183.6                                                    | 149.1                                                    | 172.4                                                    | 158.5                                                    | 164.8                                                    | 1,934.5                                                  |
| 出典：気象庁 (平均値：1991年-2020年、極値：1942年-現在)  |                                                          |                                                          |                                                          |                                                          |                                                          |                                                          |                                                          |                                                          |                                                          |                                                          |                                                          |                                                          |                                                          |

### 隣接している自治体

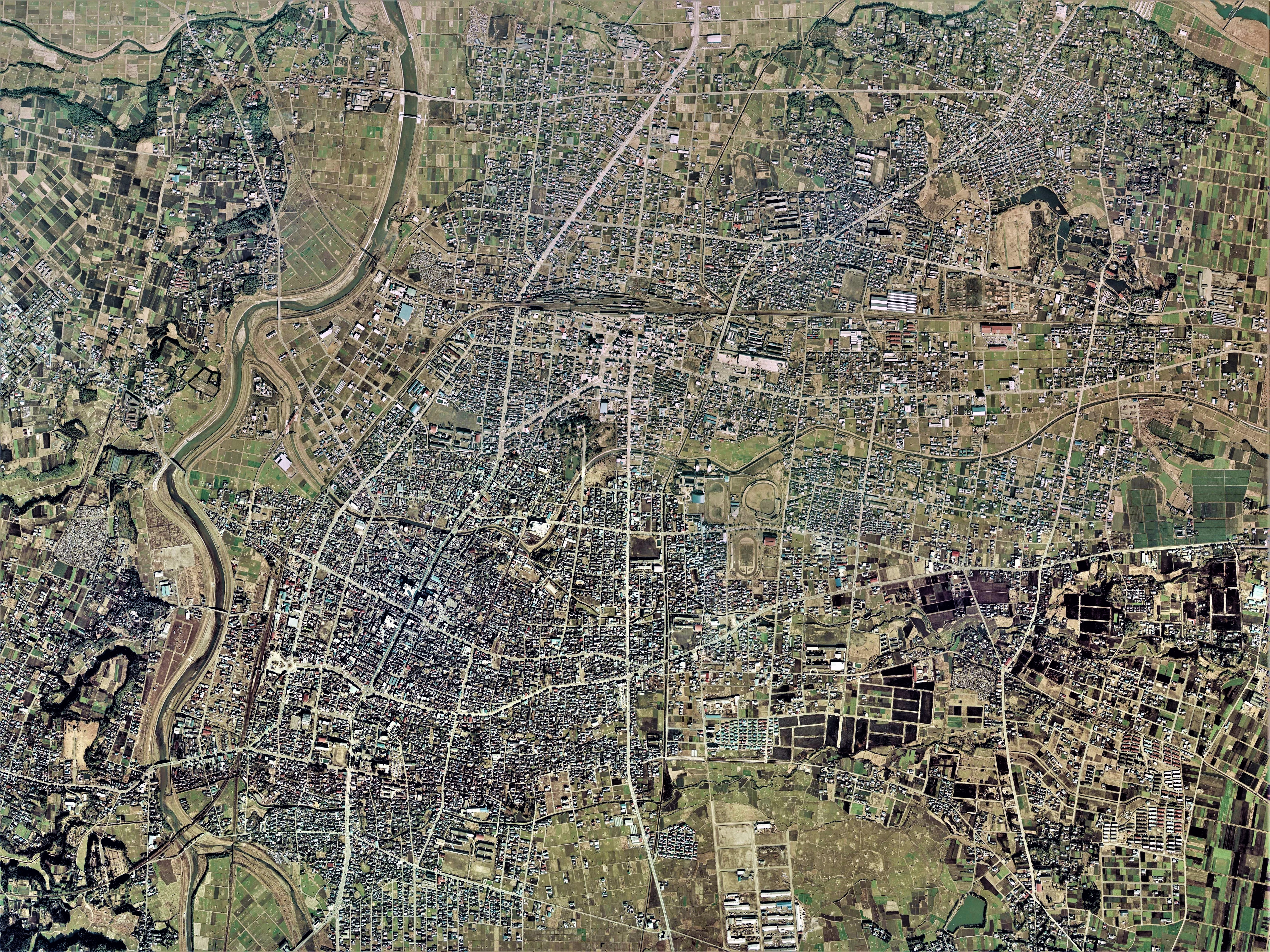
都城市中心部周辺の空中写真。
1975年1月20日撮影の6枚を合成作成。。

- 宮崎市
- 日南市
- 串間市
- 小林市
- 北諸県郡：三股町
- 西諸県郡：高原町
- 鹿児島県曽於市
- 鹿児島県霧島市
- 鹿児島県志布志市

### 地名

都城市地図

地域区分

市名は永和元年（1375年）に北郷義久が都島（宮古島）の地に居城として整備した「都島の城（都之城）」に由来する。
市内の地名については都城市の地名を参照のこと。

## 歴史

都城島津家十文字紋

都城県印章

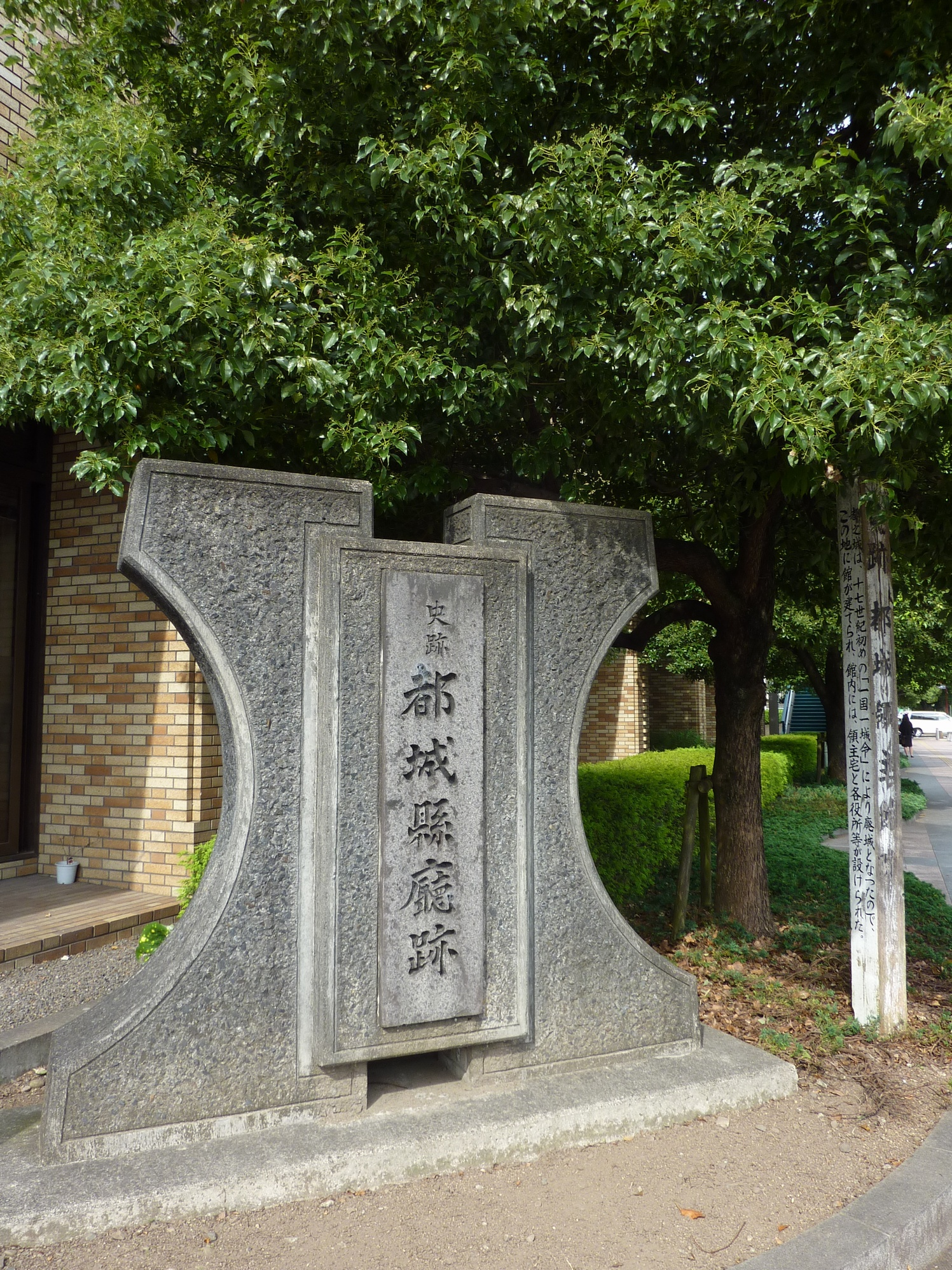
都城県庁跡の碑

平安時代末期の万寿3年(1026年) に大宰大監の平季基が後に日本最大の荘園となる「島津荘」を開発、摂関家領とし、1185年にその下司職、翌1186年惣地頭職になった惟宗忠久が荘園の名前である「島津」を名乗り、島津氏の歴史がスタートする。
室町時代から島津家分家の北郷氏が治め、江戸時代も薩摩藩の私領（一族功臣の自治領）の1つとして北郷氏（都城島津氏）が引き続き治めた。
北郷氏の領地は4万石弱に及び私領の中でも広大であったため、都城城下を弓場田口・来住口・大岩田口・鷹尾口・中尾口の5口に分け、さらに安永・山田・志和池・野々美谷・梶山・梅北の6つの外城（郷）を加えた五口六外城制で領内を支配するという、ミニ薩摩藩といえる体制が取られていた。（これは私領の中でも極めて特殊な形態であったが、都城が藩あるいは薩摩藩の支藩であったと一部で誤解されている一因ともなっている）
戊辰戦争時には私領一番隊が派遣され、鳥羽・伏見の戦いから会津若松城攻めまで従軍した。戊辰戦争後の藩政改革で本藩直轄領となり、1869年から1871年の廃藩置県まで、本藩より都城地頭として三島通庸が派遣され近代改革の前哨的施策を行った。
1871年11月から1年余りは都城県の県庁所在地となり、参事には西郷隆盛と親交のあった桂久武が派遣された。
1877年に西南戦争が勃発すると鹿児島県令大山綱良からの出兵要請により、地元の士族、郷士が集められ都城隊を結成し、党薩隊の一つとして西郷軍側として参加した。なお、都城県参事であった桂久武も西南戦争に従軍している。
1935年には、県内で陸軍特別大演習が実施された。都城市内には11月11日から翌12日にかけて大本営を宮崎県立都城中学校（現・宮崎県立泉ヶ丘高等学校）に置き、その他高城野外統監部、都城商業学校野外統監部、春日野外統監部が設けられ昭和天皇が行幸した。なお、昭和天皇は 1949年（昭和24年）にも戦後巡幸の一環で都城を訪れ、小松原中学校や市内の工場に行幸している。
太平洋戦争末期には、本土決戦のための拠点として都城東・西飛行場が建設され、陸軍の振武隊が沖縄戦での特攻作戦に出撃した。都城は人口13万人(1940年)とやや大きな市域であり、このように飛行場や飛行機の工場があったほか、陸軍の連隊駐屯地でもあったため、1945年（昭和20年）8月6日、米軍からの空襲（焼夷弾投下及び機銃掃射）を受け、多数の死傷者及び家屋等の被害が発生することとなった（都城大空襲）。なお、この模様は、第318戦闘航空群所属P-47のガンカメラにより撮影されておりカラー映像が残っている。

### 沿革
- 1871年11月 - 都城県誕生
- 1872年2月18日 - 都城県庁開庁
- 1873年1月15日 - 宮崎県誕生により都城県庁閉庁
- 1889年5月1日 - 町村制施行により北諸県郡都城町、沖水村、五十市村、志和池村、庄内村、中郷村、山之口村、高城村、山田村、高崎村が発足
  - 都城町 ← 宮丸村, 下長飯村, 上長飯村, 西町, 上町, 中町, 下町
  - 沖水村 ← 高木村, 金田村, 川東村, 郡元村
  - 五十市村 ← 五十町村, 横市村
  - 志和池村 ← 岩満村, 丸谷村, 野々美谷村, 上水流村, 下水流村
  - 庄内村 ← 安永村, 西岳村
  - 中郷村 ← 梅北村, 安久村, 豊満村
  - 山之口村 ← 山之口村, 富吉村, 花之木村
  - 高城村 ← 高城町, 大井手村, 桜木村, 穂満坊村, 石山村, 有水村, 四家村
  - 山田村 ← 山田村, 中霧島村
  - 高崎村 ← 東霧島村, 笛水村, 江平村, 前田村, 縄瀬村, 大牟田村
- 1924年4月1日 都城町が市制施行
- 1924年5月1日 - 庄内村が町制施行
- 1934年2月11日 - 高城村が町制施行
- 1936年5月20日 - 沖水村・五十市村を編入
- 1940年2月11日 - 高崎村が町制施行
- 1953年1月15日 - 山田村が町制施行
- 1956年7月15日 - 庄内町・西岳村が合併（新設合併）し荘内町となる
- 1957年3月1日 - 志和池村を編入
- 1964年11月3日 - 山之口村が町制施行
- 1965年4月1日 - 荘内町を編入
- 1967年3月3日 - 中郷村を編入
- 2006年1月1日 - 都城市・山之口町・高城町・山田町・高崎町が合併（新設合併）し都城市が発足
- 2007年3月26日 - 鹿児島県曽於市財部町大字下財部字田平下の一部を当市に編入、代わって当市蓑原町の一部が曽於市に編入（平成19年3月26日総務省告示第159号）。

## 文化

### みやこんじょ
宮崎県人や近隣の県の人は「都城」を「みやこんじょ」と呼ぶことが多い。2014年（平成26年）4月には市の組織改編で「みやこんじょPR課」が誕生した。

### 方言
かつて薩摩藩領であったため鹿児島弁に極めて近い諸県弁を話すなど、薩摩の文化を色濃く残している。

### 郷土料理
おでん、煮しめ、鶏のたたき、みやざきチキン南蛮カレー、ガネ（ガネは九州地方の方言で蟹のこと。からいも（甘藷）をメインにした野菜のかき揚げのようなもの。）、いもんぬた（※里芋）

## 市政

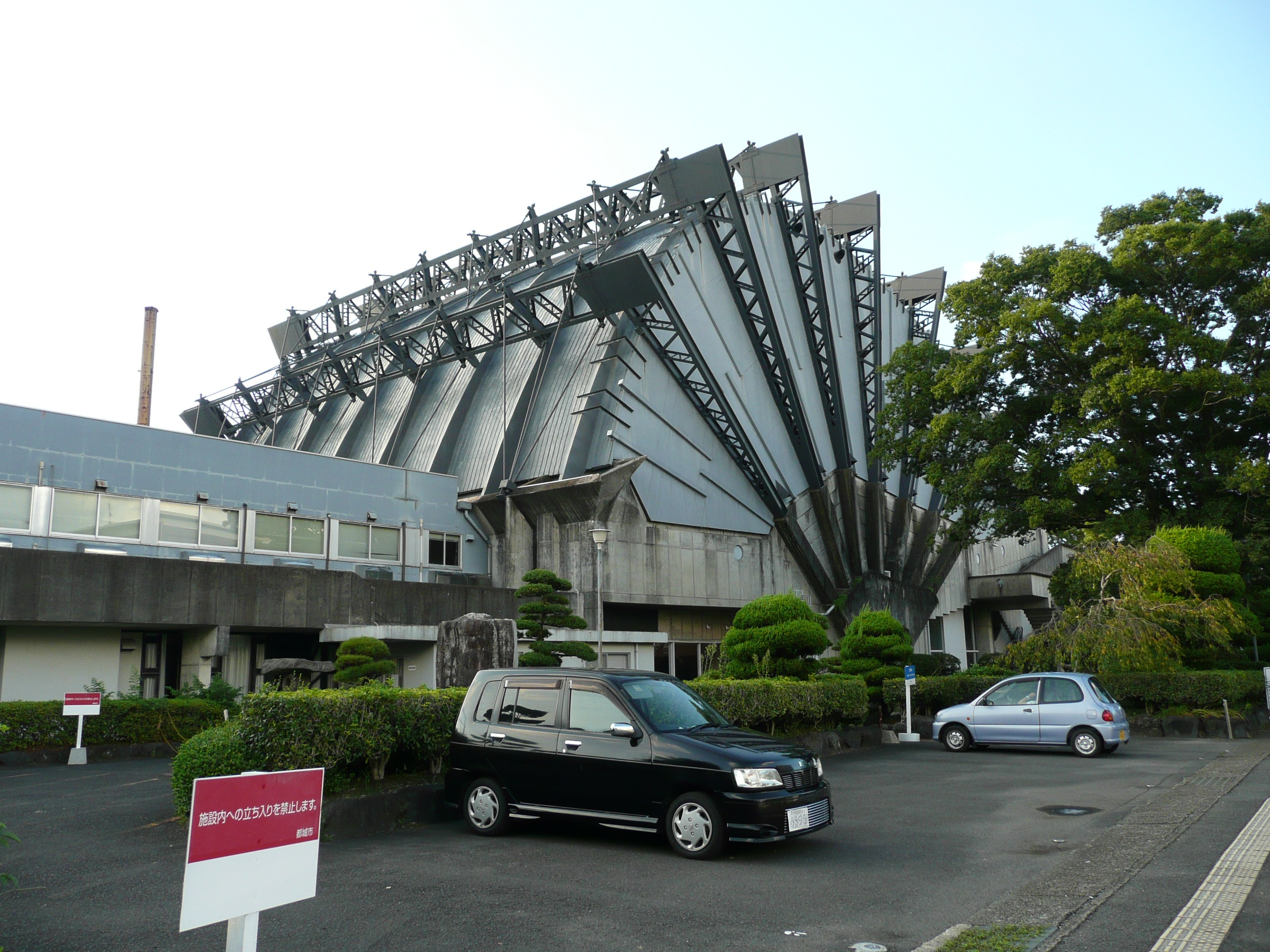
旧都城市民会館(2020年3月に解体完了)

### 歴代官選市長
旧・都城市
| 財部実秀 | 1924年 - 1926年 | （1期） |
| 森迫熊市 | 1927年 - 1929年 | （1期） |
| 大山綱治 | 1930年 - 1933年 | （1期） |
| 曽木重貴 | 1934年 - 1938年 | （2期） |
| 財部実秀 | 1938年 - 1941年 | （1期） |
| 曽木重貴 | 1941年 - 1945年 | （2期） |
| 藤井真透 | 1945年 - 1946年 | （1期） |
| 森迫熊市 | 1946年 - 1946年 | （1期） |

### 歴代公選市長
旧・都城市
| 瀬戸山三男 | 1947年 - | （1期） |
| 有田秀秋   | 1949年 - | （1期） |
| 曽木重貴   | 1953年 - | （1期） |
| 蒲生昌作   | 1954年 - | （3期） |
| 有田秀秋   | 1966年 - | （1期） |
| 堀之内久男 | 1969年 - | （2期） |
| 瀧内正     | 1976年 - | （2期） |
| 岩橋辰也   | 1984年 - | （5期） |
| 長峯誠     | 2004年 - | （1期） |

新・都城市
| 長峯誠   | 2006年 - | （2期）  |
| 池田宜永 | 2012年 - | （現職） |

- 市長：池田宜永（2012年11月22日就任 4期目）

### 平成の大合併による市町村合併
2004年2月三股町を除く北諸県郡4町と「都城北諸合併協議会」を設立。2005年2月21日、合併後の新市名「都城市」、合併予定期日を2006年1月1日などとした合併協定調印式を行い、同25日に5市町が合併関連議案を可決し、予定期日どおり合併が実施された。

## 公共機関

### 国の出先機関
- 法務省
  - 宮崎地方法務局都城支局
  - 宮崎刑務所都城拘置支所
  - 宮崎地方検察庁都城支部
  - 都城区検察庁
- 財務省
  - 国税庁熊本国税局都城税務署
- 厚生労働省
  - 宮崎労働局都城労働基準監督署
  - 宮崎労働局都城公共職業安定所
- 農林水産省

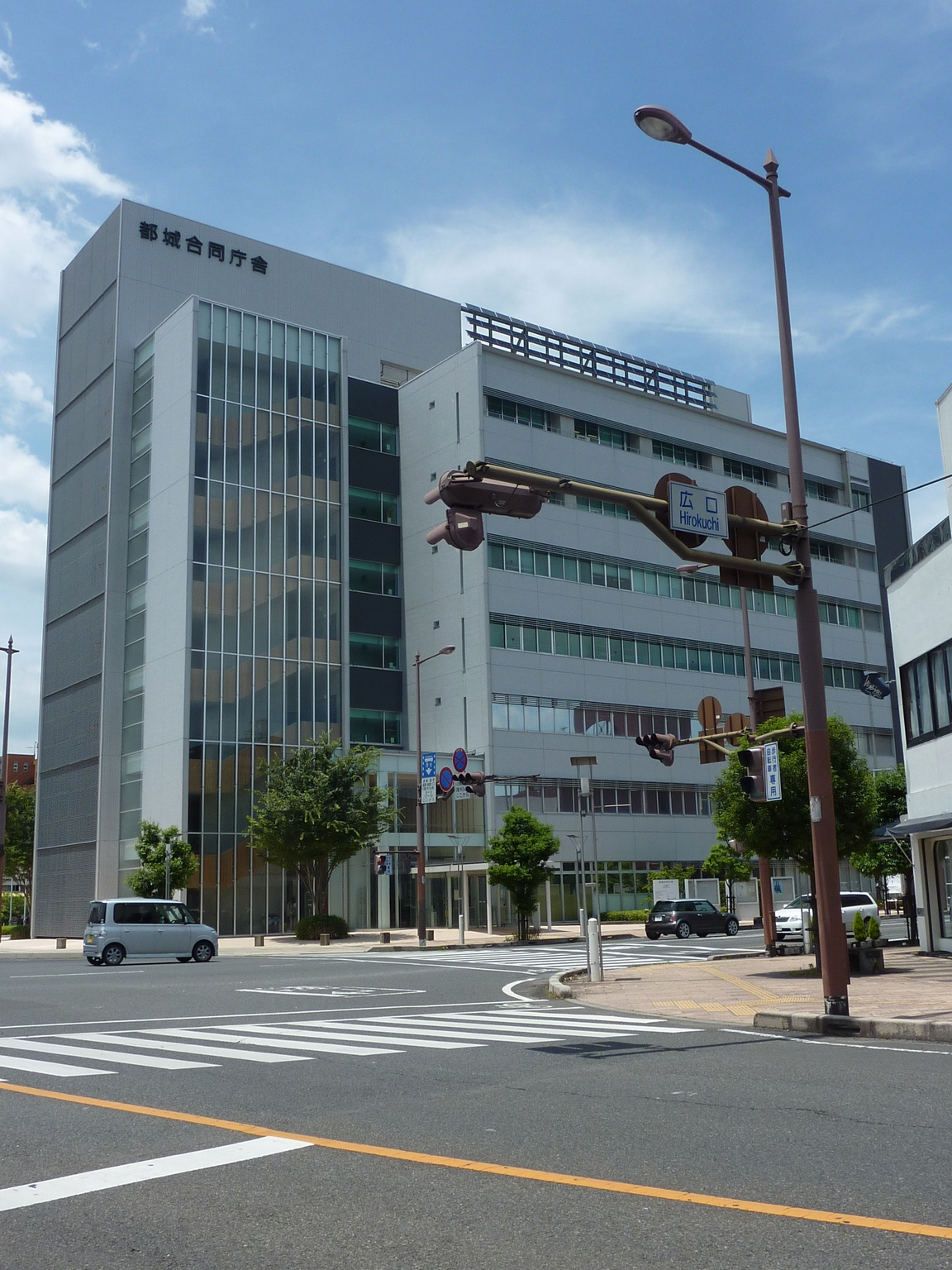
都城合同庁舎（国）

  - 九州農政局南部九州土地改良調査管理事務所
  - 九州農政局都城盆地農業水利事業所
  - 九州農政局宮崎農政事務所地域第一課
  - 林野庁九州森林管理局宮崎森林管理署都城支署
- 国土交通省
  - 九州地方整備局宮崎河川国道事務所都城出張所（河川）
  - 九州地方整備局宮崎河川国道事務所都城国道維持出張所（道路）
- 防衛省
  - 陸上自衛隊西部方面隊第8師団第43普通科連隊(都城駐屯地)
    - 災害派遣担当は第43普通科連隊本部管理中隊が担任。

  - 自衛隊宮崎地方協力本部都城地域事務所

### 司法
- 福岡高等裁判所宮崎支部
- 宮崎地方裁判所 都城支部
- 宮崎家庭裁判所 都城支部
- 都城簡易裁判所

### 独立行政法人及び特殊法人等
- 独立行政法人
  - 国立病院機構都城医療センター
  - 国立研究開発法人農業・食品産業技術総合研究機構九州沖縄農業研究センター都城研究拠点
- 特殊会社
  - 日本郵便株式会社 都城郵便局
  - 日本たばこ産業株式会社都城営業所
  - 日本たばこ産業株式会社南九州原料本部
  - 西日本高速道路株式会社九州支社都城管理事務所

### 県の行政機関
- 都城県税・総務事務所
- 南部福祉こどもセンター
- 都城保健所
- 北諸県農林振興局
- 都城土木事務所
- 都城警察署

## 経済

### 産業
- 主な産業
  - 農業
日本有数の農業地域といえる。農林水産省の統計[13]によると、以下のものが市町村別統計上、上位にランキングされている。
    - 市町村別農業産出額合計（2019年）　全国第1位

特に牧畜業は盛んであり、「市町村別農業産出額畜産計」が全国第1位である他、その内訳の「肉用牛（都城牛）」及び「豚（黒豚）」が第1位、「鶏」及び「鶏うちブロイラー」が第2位となっている。
その他、以下の農産物の収穫量も多い。
    - サツマイモ（作付け面積全国第3位）
    - サトイモ（作付け面積全国第3位）
    - ホウレンソウ（作付け面積全国第6位）
    - 乳牛・地鶏
    - 茶（都城茶）・ごぼう
    - その他、しいたけ、きゅうり、いちご、らっきょう、キンカン、マンゴー、ゴーヤなど。

  - 製造業
地域資源を活用した食料品・飲料製造業や木材・木製品製造業などが多数立地し、6次産業化を推進している。
    - 農産物加工業が盛ん
      - 乳製品

    - 木工業：家具、和弓、木刀
伝統産業
      - 都城大弓（竹弓としては全国シェアの90％）、都城木刀、ゴッタン

    - 焼酎
    - 織物：都城大島紬、薩摩絣（綿薩摩）
    - タイヤ（住友ゴム工業宮崎工場）

  - 流通業
「地の利」に優れており、南九州の物流拠点として、物流関連企業が数多く立地している[14]。

### 本社を都城市におく主要な企業

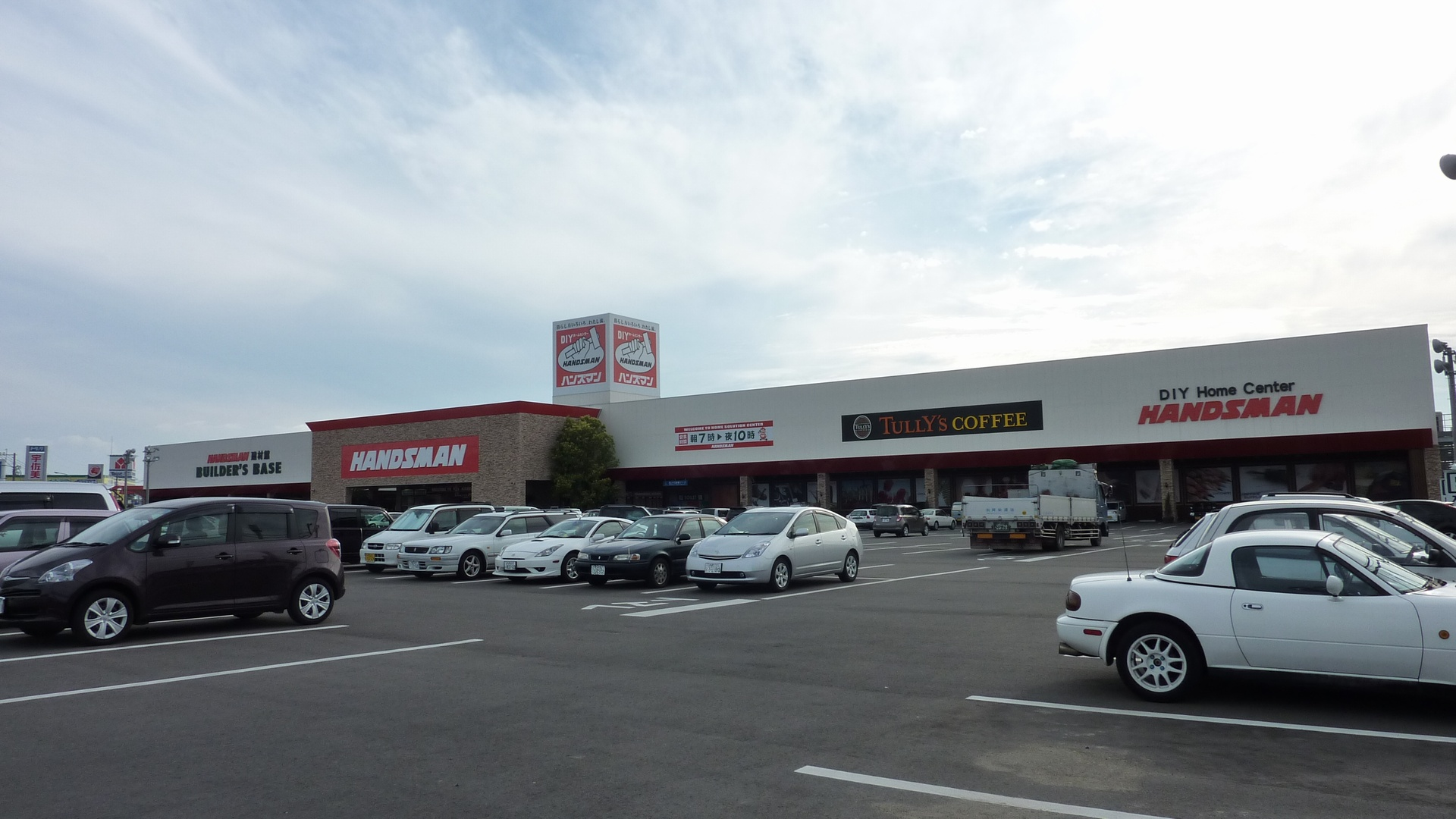
ハンズマン（吉尾店＝本店）

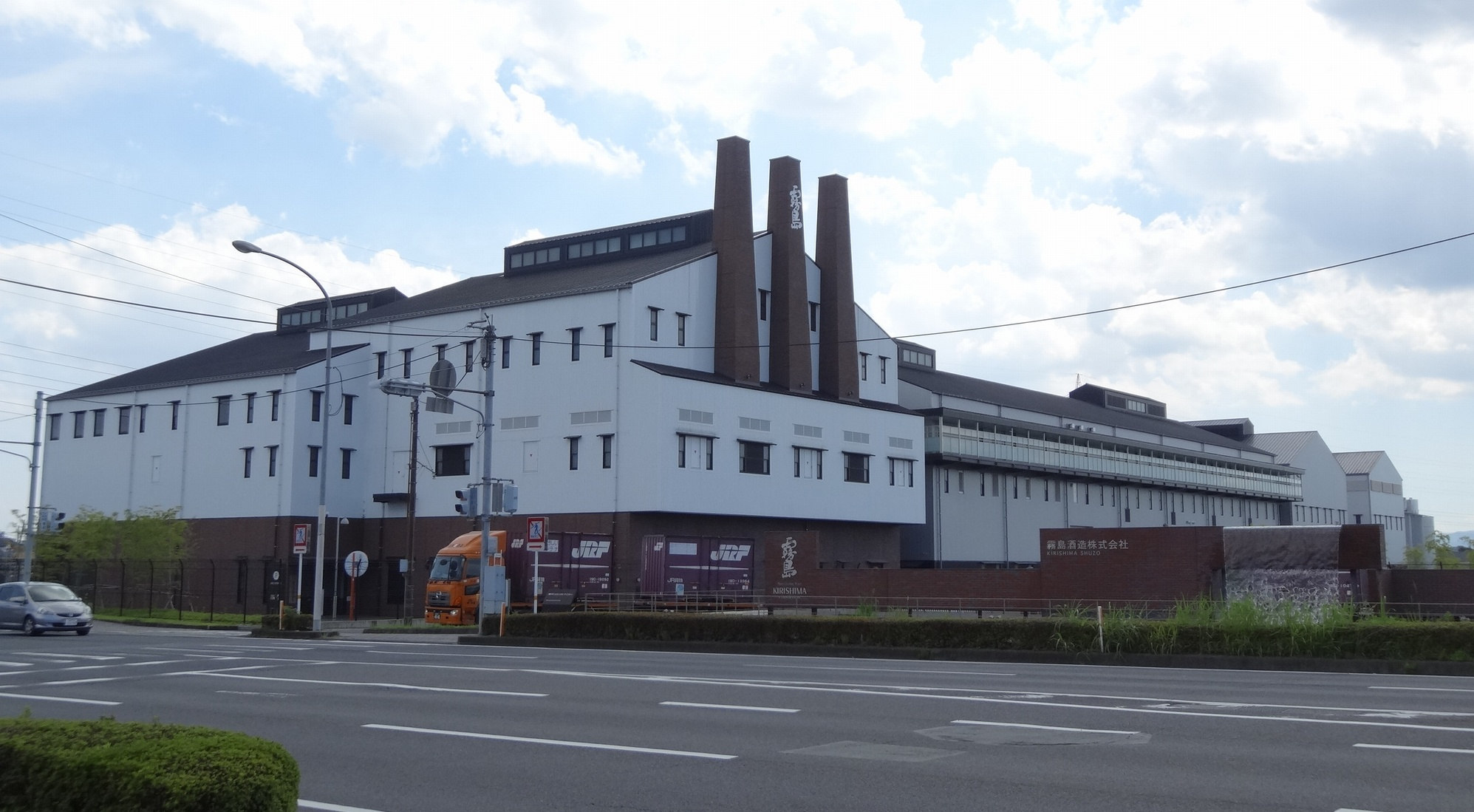
霧島酒造本社工場

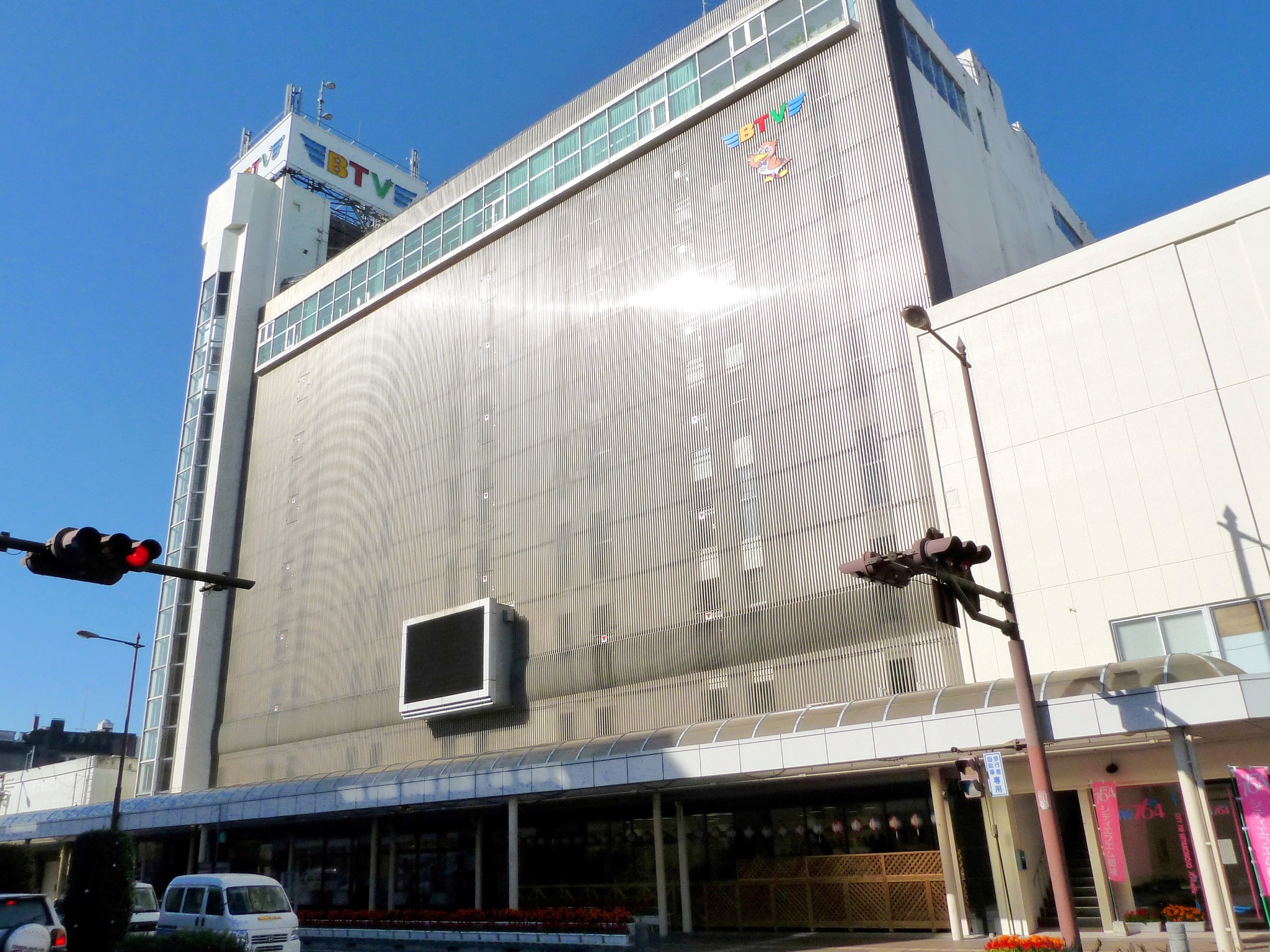
BTVケーブルテレビ（旧都城寿屋百貨店）

- ハンズマン
DIYホームセンターチェーン。都城市に本社を持つ企業で唯一の公開企業（JASDAQ上場）。
- ミヤチク
食肉加工・販売。肉製品加工・販売。「宮崎牛」などを提供するレストラン経営。
- 南日本酪農協同
デーリィ牛乳、乳性炭酸飲料「スコール」等の製造販売。高千穂牧場の運営・経営。
- 霧島酒造
本格芋焼酎「霧島」「黒霧島」｢赤霧島｣ 製造販売。
- 柳田酒造
麦焼酎「駒」「赤鹿毛」「べいすん」製造販売。
- 都城酒造
芋焼酎「あなたにひとめぼれ」「日向自慢」製造販売。
- ぎょうざの丸岡
｢餃子｣ ｢しょうが入り餃子｣ 製造販売。
- 九州加藤株式会社
食品卸売業。加藤産業（本社 兵庫県西宮市松原町）に2014年（平成26年） 2月12日付けで吸収合併され消滅、加藤産業株式会社の宮崎営業所として編成。九州加藤の拠点と機能を継承する[15]。
- 虎コーポレーション
回転寿司店「寿司虎」、海鮮和食店「なかむら」などを経営。
- 大浦
都城大丸（百貨店）を経営、2011年に経営破綻。
- はざま牧場
農業法人。「きなこ豚」の飼育。2009年より食品リサイクル工場稼動。食品残渣より豚飼料製造。処理能力：50t/日。同じ都城市に本社を置く DIYホームセンターハンズマンがプライベートブランドで販売している完熟牛糞堆肥の製造なども行っている。
- （有）カントリー
自社ブランド牛「あやめ牛」の肥育、販売、卸、あやめ牛専門レストラン「ログテラスカントリー」（都島町）の運営。
- ヤマエ食品工業
「ヤマエみそ」「ヤマエ醤油」製造販売。
- みやざきエナジークリエイト
プロバスケットボールチーム「宮崎シャイニングサンズ」管理運営。
- BTV
ケーブルテレビ局の運営。
- 高千穂シラス
100％自然素材の健康建材シラス壁「薩摩中霧島壁」「スーパー白洲そとん壁Ｗ」の製造販売。
- 創宮(旧：宮崎高砂工業、旧：北諸県郡山之口町）
以前は岐阜県土岐市にある高砂工業の関連会社であった。瓦とレンガの製造販売を行っている。レンガでは、市内に甚大な被害をもたらした新燃岳の灰を利用した「新燃れんが」やレンガを顔に見立てて目と口を形に穴を開けて置物として作った「ニコニコレンガ」を作っている。
- 株式会社ボブキャット九州
ボブキャットブランドの産業用機械、特に南九州地域の畜産業に必要なスキッドステアローダーの販売を行っている。
- 株式会社 N more （スヌープ、ナードバード…）
トマトパスタのようなラーメン専門店$nooupや、
チキン南蛮を世界に！を目標としたチキン南蛮専門店NERDBIRD(ナードバード)を運営。
都城に総本店が有り、九州に直営店のみで17店舗展開している。
スヌープイノベーションセンター（自社工場）の稼働により、これから一気に全国へ展開する。

### 郵便
郵便局
- 都城郵便局（集配局）
- 西岳郵便局（集配局）

- 志和地郵便局（集配局）
- 高城町郵便局（集配局）

- 有水郵便局（集配局）
- 山之口郵便局（集配局）

- 高崎郵便局（集配局）

- 都城金田郵便局
- 都城高木郵便局
- 都城川東郵便局
- 都城郡元郵便局
- 都城北原郵便局

- 都城一万城郵便局
- 中郷郵便局
- 都城東町郵便局
- 梅北郵便局
- 都城今町郵便局

- 都城姫城郵便局
- 都城松元郵便局
- 都城鷹尾郵便局
- 都城横市郵便局
- 荘内郵便局

- 高崎江平郵便局
- 前田郵便局
- 西栫郵便局
- 山田郵便局

簡易郵便局
- 山野原簡易郵便局
- 都城都北簡易郵便局
- 早水簡易郵便局
- 菖蒲原簡易郵便局
- 都城若葉簡易郵便局
- 下長飯簡易郵便局

- 大岩田簡易郵便局
- 都城榎原簡易郵便局
- 五十市駅前簡易郵便局
- 志比田簡易郵便局
- 都原簡易郵便局

- 乙房簡易郵便局
- 夏尾簡易郵便局
- 下水流簡易郵便局
- 野々美谷簡易郵便局
- 縄瀬簡易郵便局
- 万ヶ塚簡易郵便局

- 石山簡易郵便局
- 四家簡易郵便局
- 山之口麓簡易郵便局
- 笛水簡易郵便局
- 是井川内簡易郵便局

## 姉妹都市・提携都市

### 海外
- 江津区（中華人民共和国・重慶市）- 1999年11月友好交流都市提携
- ウランバートル市（モンゴル国）- 1999年11月友好交流都市提携

## 地域

### 人口
| |                                        |  |
| 都城市と全国の年齢別人口分布（2005年） | 都城市の年齢・男女別人口分布（2005年） |  |
| ■紫色 ― 都城市 ■緑色 ― 日本全国 | ■青色 ― 男性 ■赤色 ― 女性              |  |
| 都城市（に相当する地域）の人口の推移 \| 1970年（昭和45年） \| 157,589人 \| \| \| 1975年（昭和50年） \| 159,621人 \| \| \| 1980年（昭和55年） \| 172,655人 \| \| \| 1985年（昭和60年） \| 175,728人 \| \| \| 1990年（平成2年） \| 172,593人 \| \| \| 1995年（平成7年） \| 174,054人 \| \| \| 2000年（平成12年） \| 171,812人 \| \| \| 2005年（平成17年） \| 170,955人 \| \| \| 2010年（平成22年） \| 169,602人 \| \| \| 2015年（平成27年） \| 165,029人 \| \| \| 2020年（令和2年） \| 160,640人 \| \| |                                        |  |
| 総務省統計局 国勢調査より |                                        |  |
| 1970年（昭和45年） | 157,589人                              |  |
| 1975年（昭和50年） | 159,621人                              |  |
| 1980年（昭和55年） | 172,655人                              |  |
| 1985年（昭和60年） | 175,728人                              |  |
| 1990年（平成2年） | 172,593人                              |  |
| 1995年（平成7年） | 174,054人                              |  |
| 2000年（平成12年） | 171,812人                              |  |
| 2005年（平成17年） | 170,955人                              |  |
| 2010年（平成22年） | 169,602人                              |  |
| 2015年（平成27年） | 165,029人                              |  |
| 2020年（令和2年） | 160,640人                              |  |

### 教育

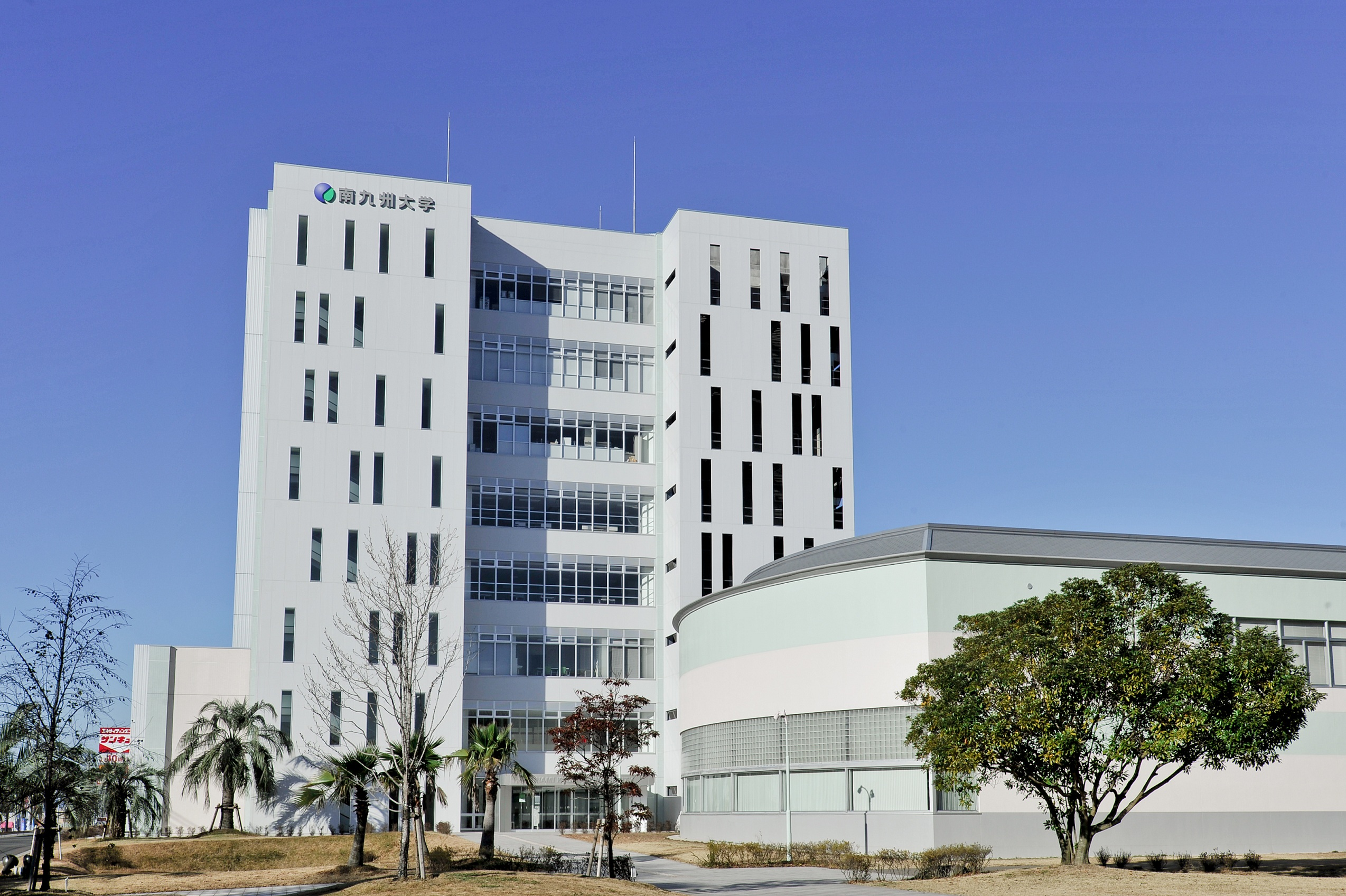
南九州大学都城キャンパス

#### 大学
- 南九州大学

#### 高等専門学校
- 都城工業高等専門学校

#### 専修学校
- 都城コアカレッジ
- 都城デンタルコアカレッジ
- 都城リハビリテーション学院
- 都城看護専門学校
- 国立病院機構都城医療センター附属看護学校
- 豊心福祉学園
- 都城調理師高等専修学校

#### 高等学校
公立
- 宮崎県立都城泉ヶ丘高等学校
- 宮崎県立都城西高等学校
- 宮崎県立都城工業高等学校
- 宮崎県立都城商業高等学校
- 宮崎県立都城農業高等学校
- 宮崎県立高城高等学校

私立
- 都城高等学校
- 都城聖ドミニコ学園高等学校

#### 公立小・中学校
- 市立中学校：19校（一覧は宮崎県中学校一覧#都城市を参照）
- 市立小学校：35校（一覧は宮崎県小学校一覧#都城市を参照）

#### 特別支援学校
- 宮崎県立都城さくら聴覚支援学校（旧・宮崎県立都城ろう学校）
- 宮崎県立都城きりしま支援学校（旧・宮崎県立都城養護学校）

#### 児童自立支援施設
- 宮崎県立みやざき学園

## テレビ・ラジオ放送
県境にあるため宮崎・鹿児島両県の電波が容易に入るが、地域によって鹿児島民放を視聴するためには後述のBTVに加入する必要がある。

### 宮崎県内の放送局
テレビ
- NHK宮崎放送局
- 宮崎放送（MRT）
- テレビ宮崎（UMK）

ラジオ
- NHKラジオ第1
- NHKラジオ第2
- MRTラジオ

上記3局のラジオ中継局については、都城ラジオ中継局を参考
- NHK－FM
- エフエム宮崎
- シティエフエム都城

### 鹿児島県内の放送局
テレビ
- NHK鹿児島放送局
- 南日本放送（MBC）
- 鹿児島テレビ放送（KTS）
- 鹿児島放送（KKB）
- 鹿児島読売テレビ（KYT）

ラジオ
- NHKラジオ第1
- NHKラジオ第2
- MBCラジオ
- NHK-FM
- エフエム鹿児島
- 志布志コミュニティ放送またはかのやコミュニティ放送（同一内容の放送・一部地域のみ）
- 鹿児島シティエフエム - 高千穂牧場周辺のみ
- SOO Good FM

### ケーブルテレビ
- BTV（都城局／西諸局）

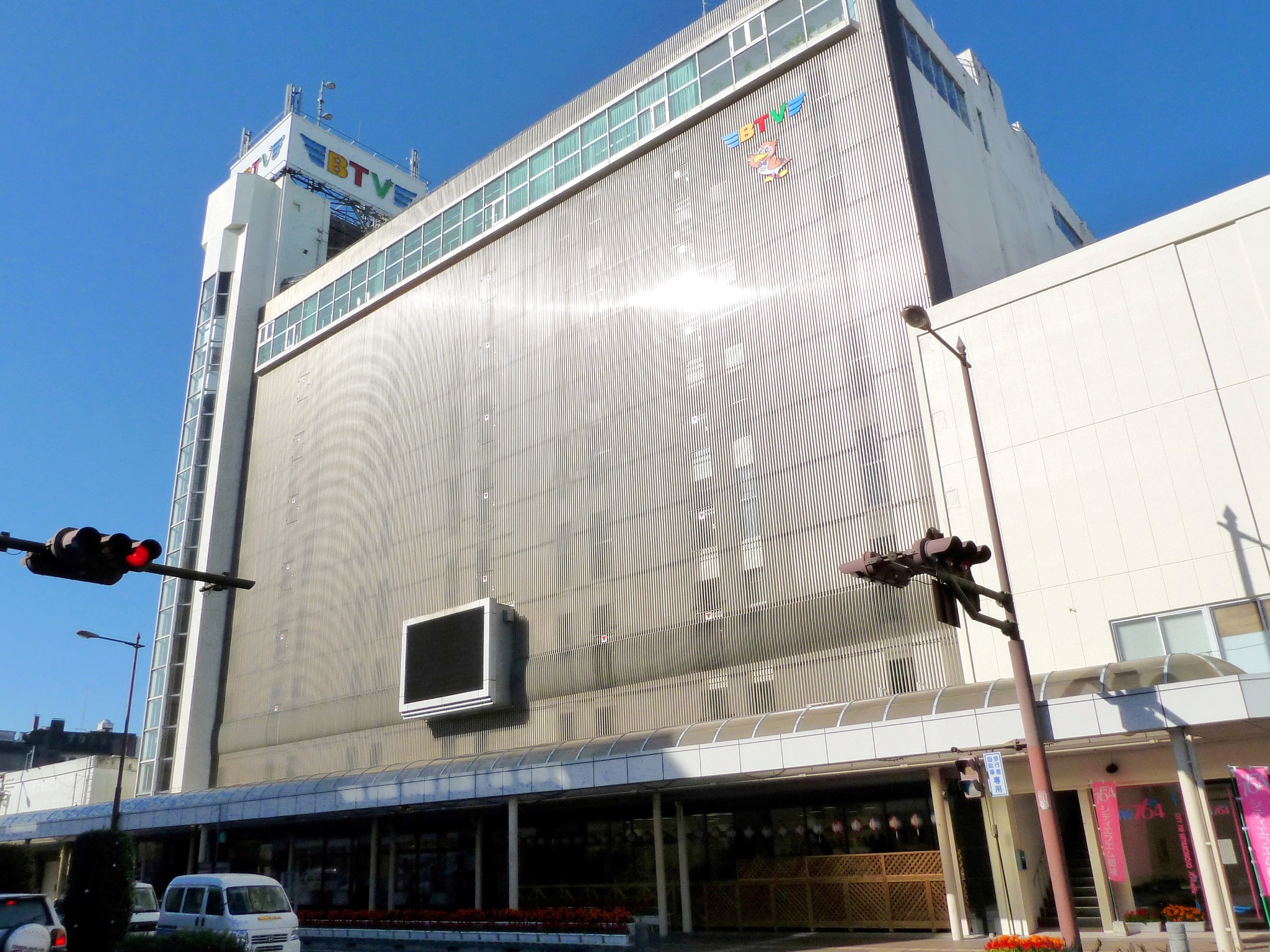
BTV株式会社が所有し、BTVとシティエフエム都城の局舎があるIT産業ビル。

  - 都城局のサービスエリアでは、鹿児島民放4局（MBC・KTS・KKB・KYT）全ての区域外再放送を行っている。
  - 旧高崎町のみ、西諸局のサービスエリアとなっており、MBC・KTSは視聴不可。

## 交通

### 航空路線
- 最寄り空港は宮崎空港及び鹿児島空港（いずれも、都城市役所から直線45km程度の位置にある）宮崎空港へは都城駅または西都城駅より直通バスがあるものの、鹿児島空港へは鉄道と一般乗り合いバスとの乗り継ぎが必要となる。

### 鉄道路線

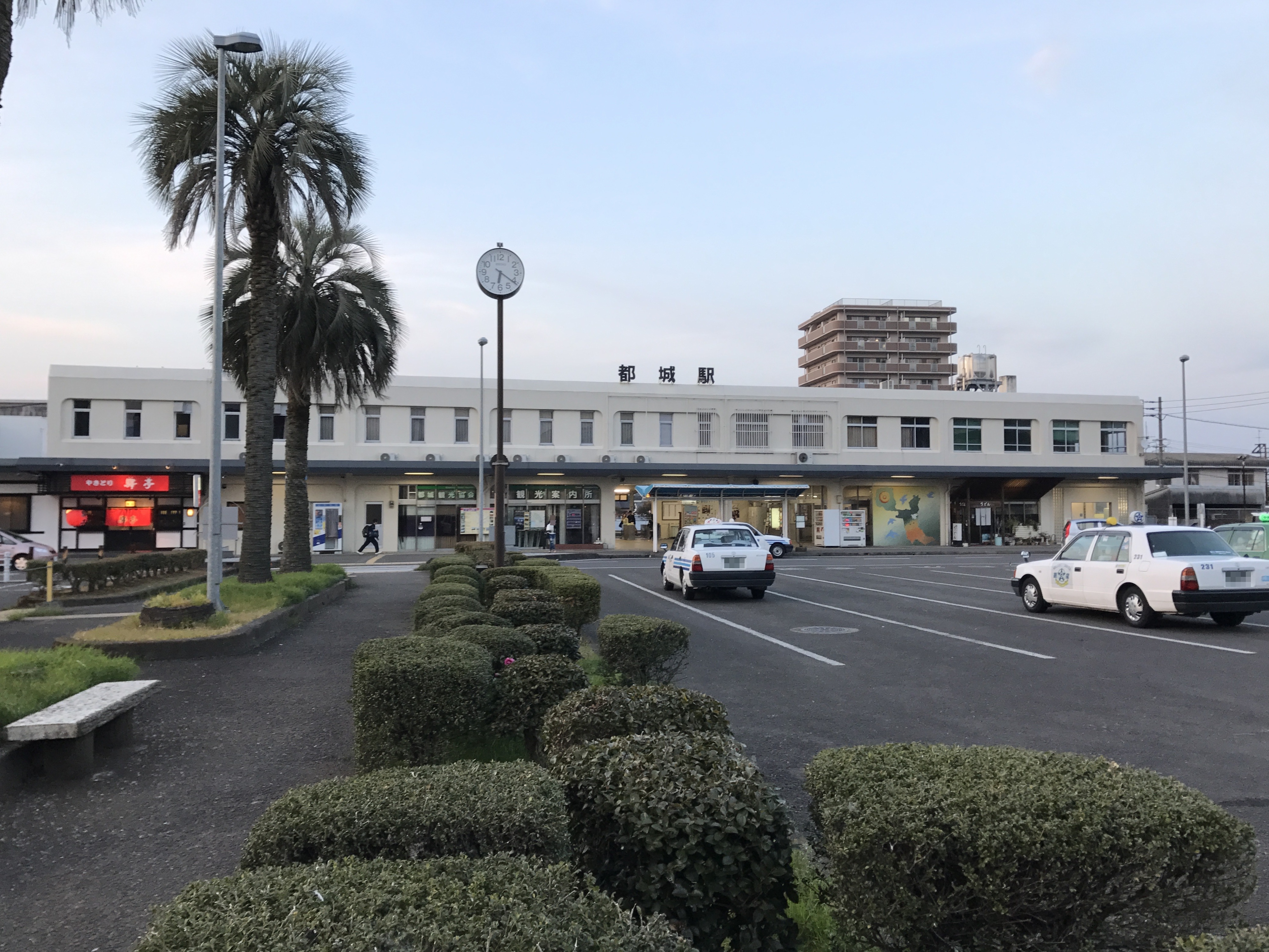
都城駅
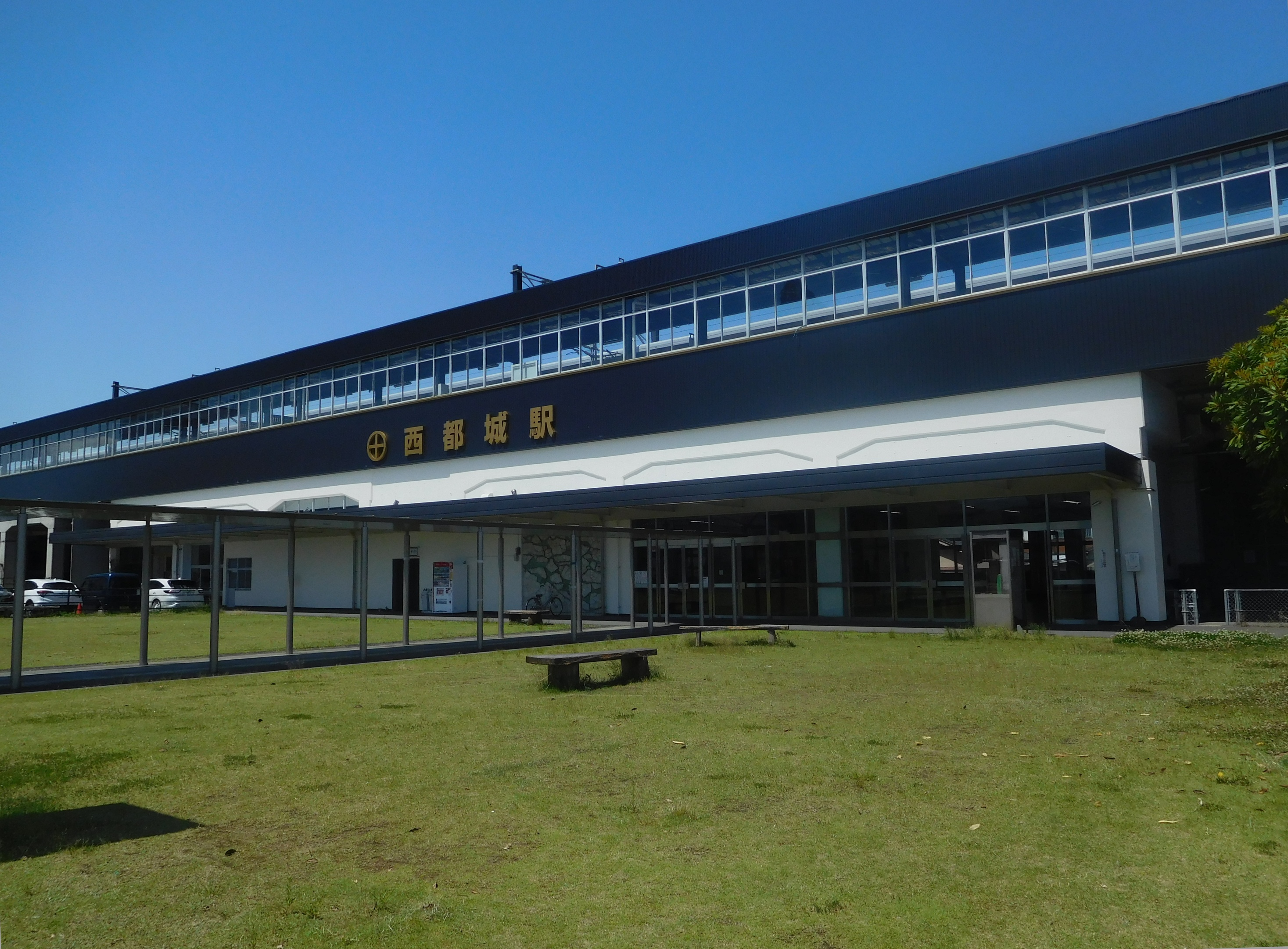
西都城駅

- 九州旅客鉄道（JR九州）
  - 日豊本線
    - 青井岳駅 - 山之口駅 - （三股町内2駅：餅原駅 - 三股駅） - 都城駅 - 西都城駅 - 五十市駅

  - 吉都線
    - 日向前田駅 - 高崎新田駅 - 東高崎駅 - 万ヶ塚駅 - 谷頭駅 - 日向庄内駅 - 都城駅

中心となる駅は都城駅（中心市街地最寄り駅は西都城駅）。

### 道路

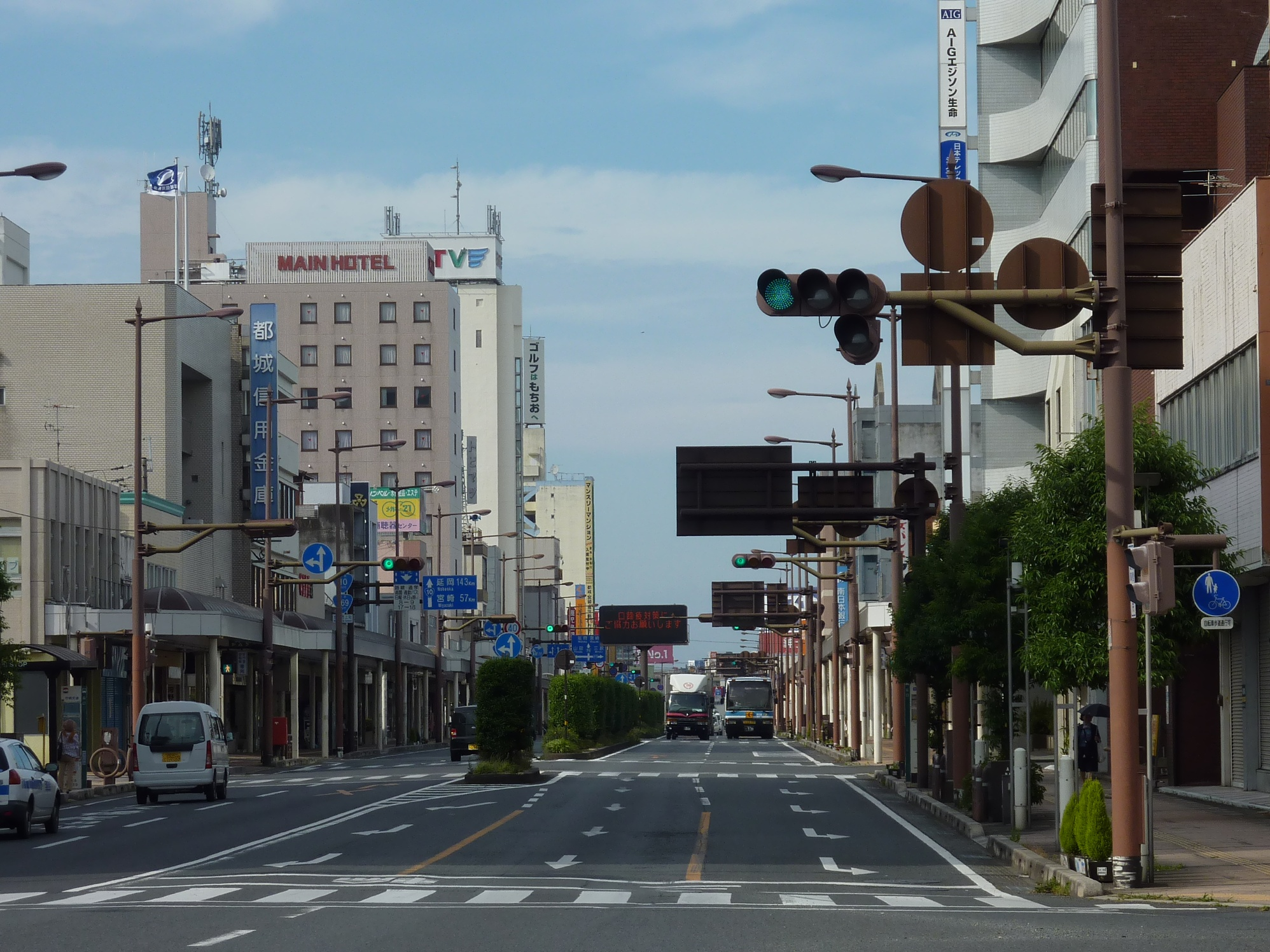
国道10号（中央通り）
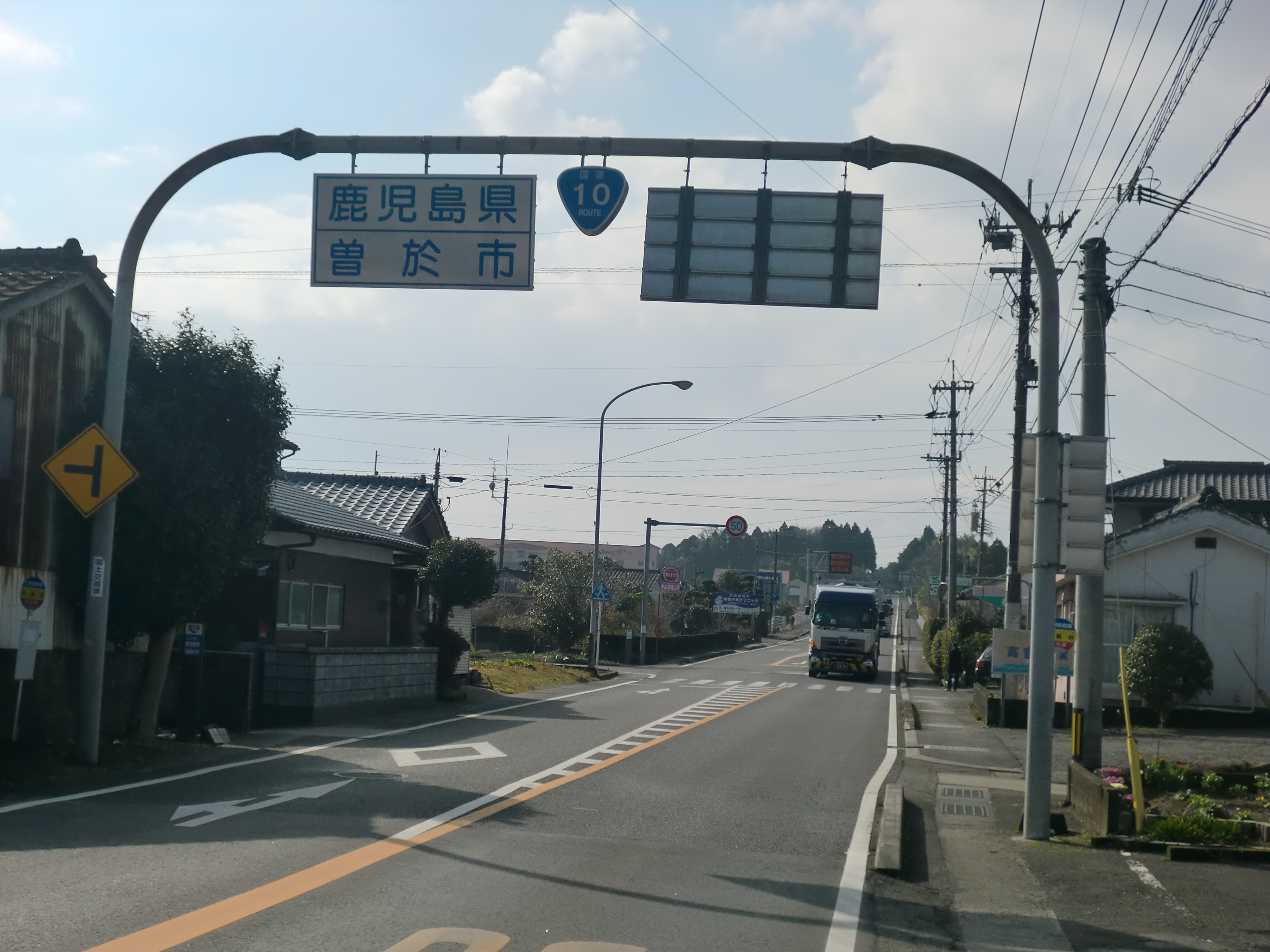
国道10号の県境地点 （宮崎県都城市 - 鹿児島県曽於市）
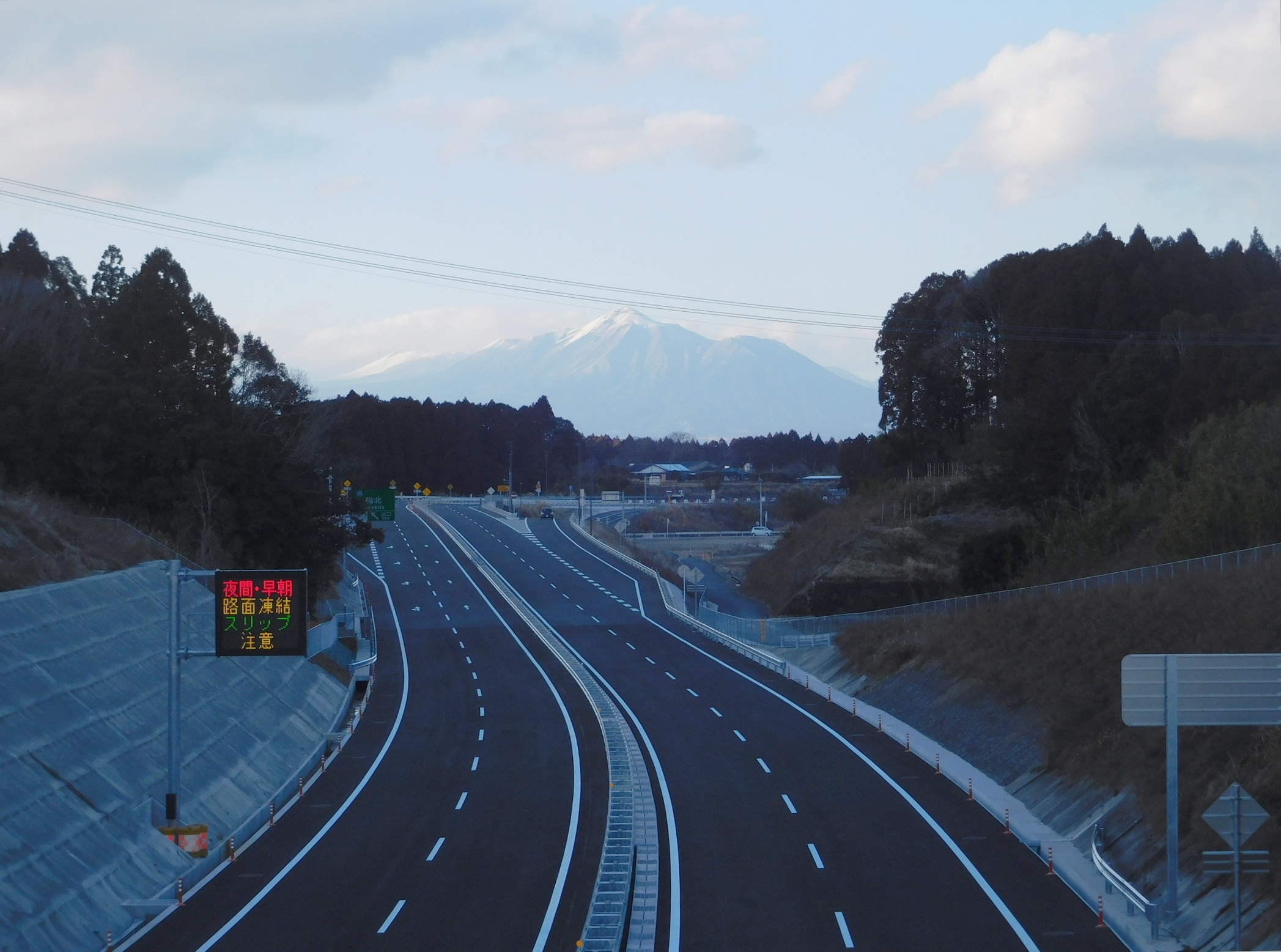
都城志布志道路 梅北IC付近

高規格幹線道路（高速自動車国道）
- E10 宮崎自動車道
  - 日向高崎PA - 都城IC - 山之口SA/SIC

地域高規格道路
- 都城志布志道路（都城道路、都城東環状線、飯野松山都城線梅北工区・金御岳工区）
  - 都城IC - 高木IC - おきみずIC - 乙房IC - 横市IC - 平塚IC - 五十町IC - 今町IC - 梅北IC - 金御岳IC

一般国道
- 国道10号
- 国道221号
- 国道222号
- 国道223号
- 国道269号

主要地方道
- 宮崎県道・鹿児島県道2号都城隼人線
- 宮崎県道12号都城東環状線
- 宮崎県道31号都城霧島公園線
- 宮崎県道32号都城停車場線
- 宮崎県道33号都城北郷線
- 宮崎県道34号都城串間線
- 宮崎県道42号都城野尻線
- 宮崎県道45号御池都城線
- 宮崎県道46号高城山田線
- 宮崎県道47号三股高城線

一般県道
- 宮崎県道・鹿児島県道105号馬渡大川原線
- 鹿児島県道・宮崎県道106号大倉田財部線
- 鹿児島県道・宮崎県道107号堤庄内線
- 鹿児島県道・宮崎県道108号財部庄内安久線
- 鹿児島県道・宮崎県道109号飯野松山都城線
- 宮崎県道414号有水高原線
- 宮崎県道417号牛之脛山田線
- 宮崎県道420号中方限庄内線

道の駅
- 都城NiQLL
- 山之口

### バス路線

#### 高速バス・特急バス
宮崎自動車道経由で宮崎市と各地を結ぶ高速バスが宮崎自動車道上の都城北バスストップに停車する。なんぷう号の各停は都城北のほか高崎東バスストップと高城バスストップにも停車する。宮崎 - 都城（西都城駅）間の特急バスは都城市街地の各地と宮崎空港・宮崎市を結び、高城に停車するほか、都城北には停車せず同バス停近隣の高速都城北入口に停車し都城市街地と都城北を結ぶ。
かつては都城市街地に発着する高速バスもあったが、現在では特急を除き都城市街地に発着する高速バスはない。
- なんぷう号：熊本市・益城町 - 氷川町 - 人吉市 - えびの市 - 小林市 - 都城市 - 宮崎市
- フェニックス号：福岡市 - 基山町 - 久留米市 - 八女市 - 八代市 - 都城市
- ブルーロマン号：長崎市 - 諫早市 - 大村市 - 都城市
- B&Sみやざき号：新八代駅 - 都城市
- みとシティライナー：福岡市 - 新八代駅 - 都城市
- サンマリンライナー：福岡市 - 都城市
- 特急：宮崎市 - 宮崎空港 - 都城市（宮崎自動車道経由）

#### 一般路線バス
- 宮崎交通
  - イオンモール・ミエル - デパート前 - 山田
  - イオンモール・ミエル - デパート前 - 都原団地
  - 蓑原 - デパート前 - 郡元・体育文化センター
  - イオン都城 - 高崎 - 高原 - 小林
  - イオン都城 - 山之口 - 上野上
  - イオンモール・ミエル - 三股
  - イオンモール・ミエル - 一万城団地
  - イオンモール・ミエル - 宮村学校下
  - イオンモール・ミエル - 中郷中学校 - 安久温泉（元・JR九州バス路線）
  - イオン都城 - 聖ドミニコ学園 - 梅北 - 川原谷
  - 宮崎 - 青井岳温泉
- 高崎観光バス
  - 市役所 - 高木 - 下水流 - 炭床
  - 中央待合所 - 高城 - 雀ヶ野
  - 都城駅前 - 西岳 - 霧島神宮
- 鹿児島交通　※鹿児島県の事業者であるが、旧三州自動車よりすべてのバス事業を譲り受けたほか、元々当市に三州自動車の本社があった。
  - 都城 - 末吉 - 岩川 - 志布志
  - 都城 - 末吉 - 岩川 - 鹿屋
  - 都城 - 都城高専前

## 名所・旧跡・観光スポット・祭事・催事

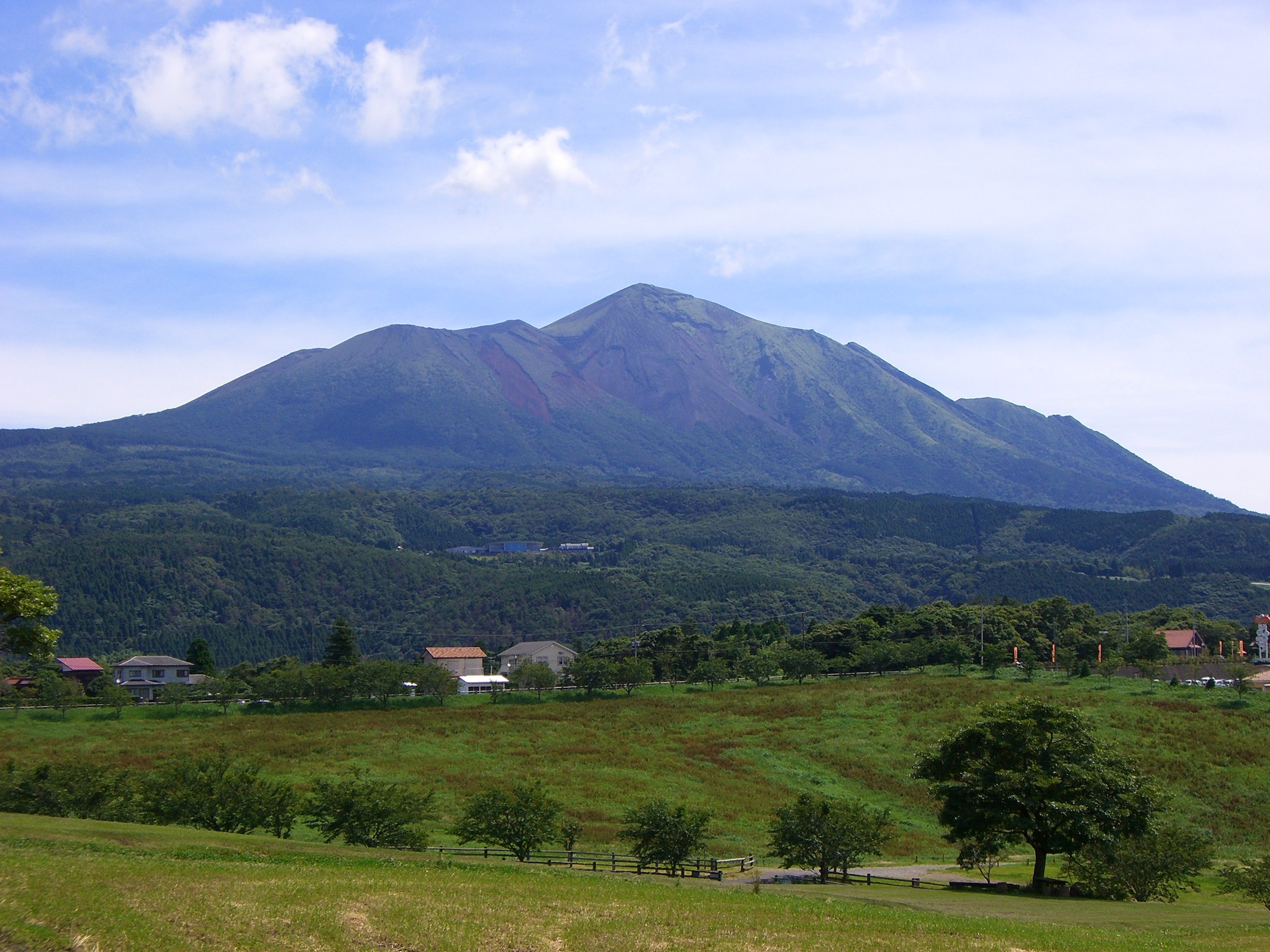
高千穂牧場から望む高千穂峰
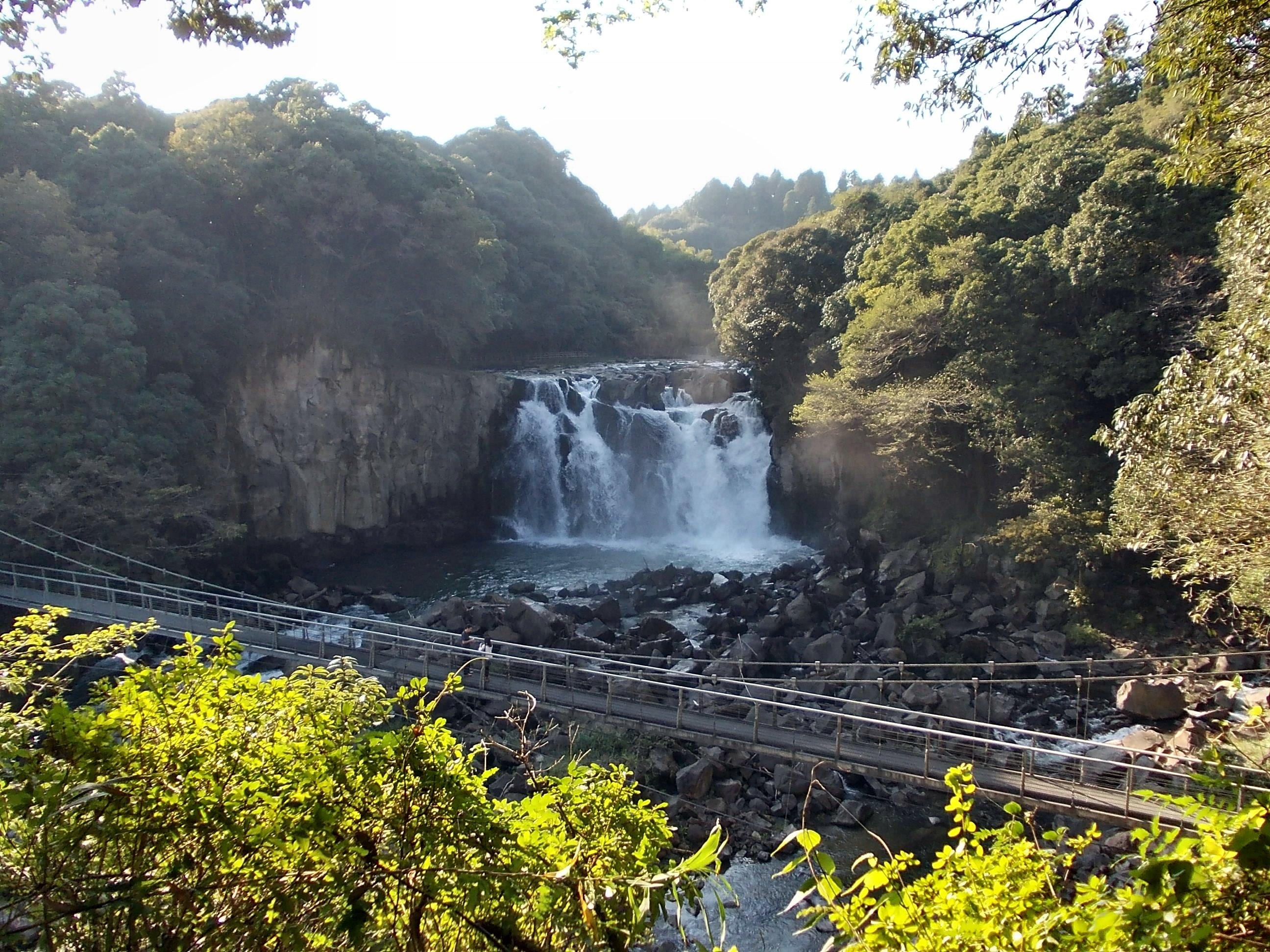
関之尾滝
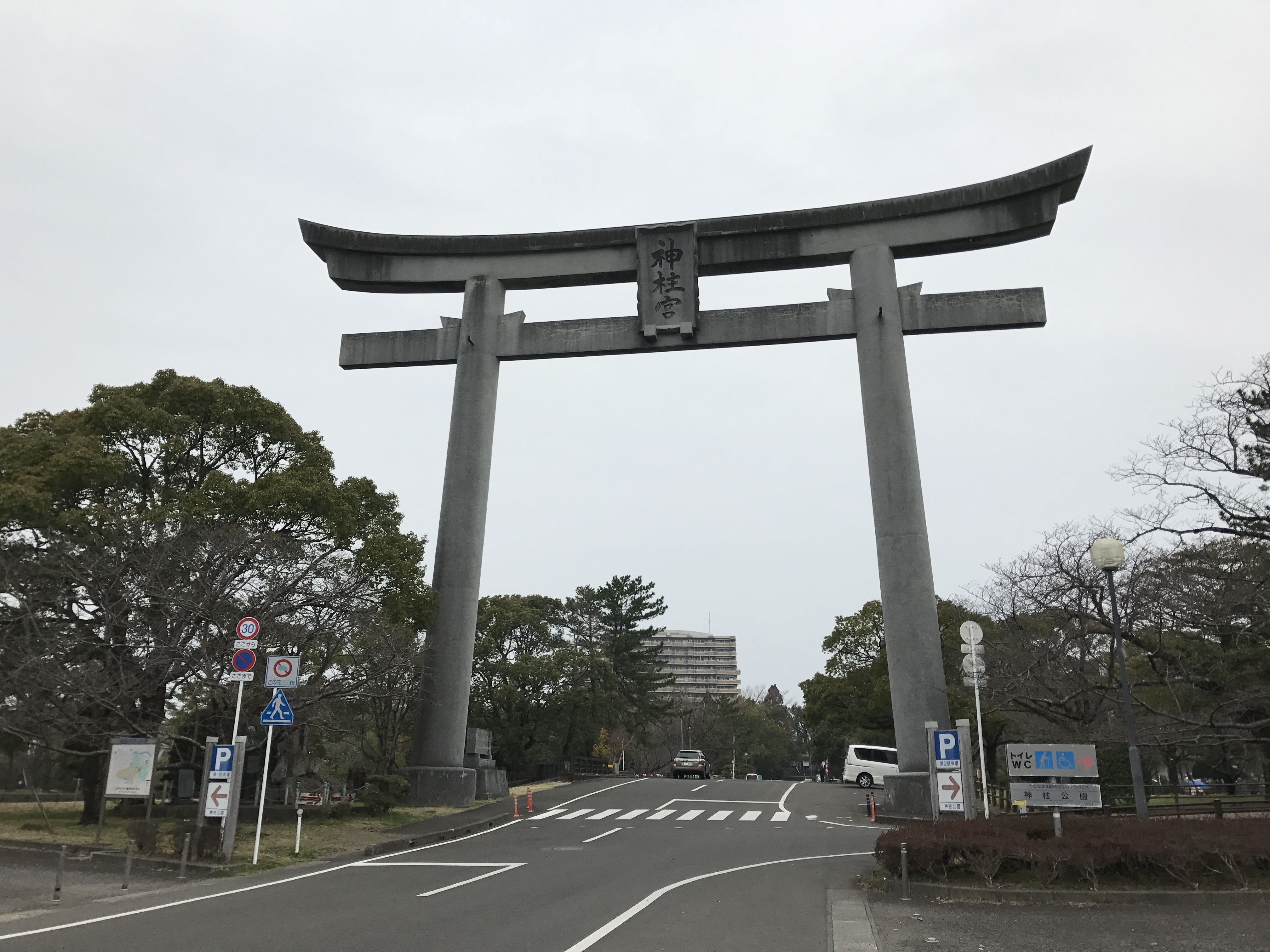
神柱宮参道の大鳥居

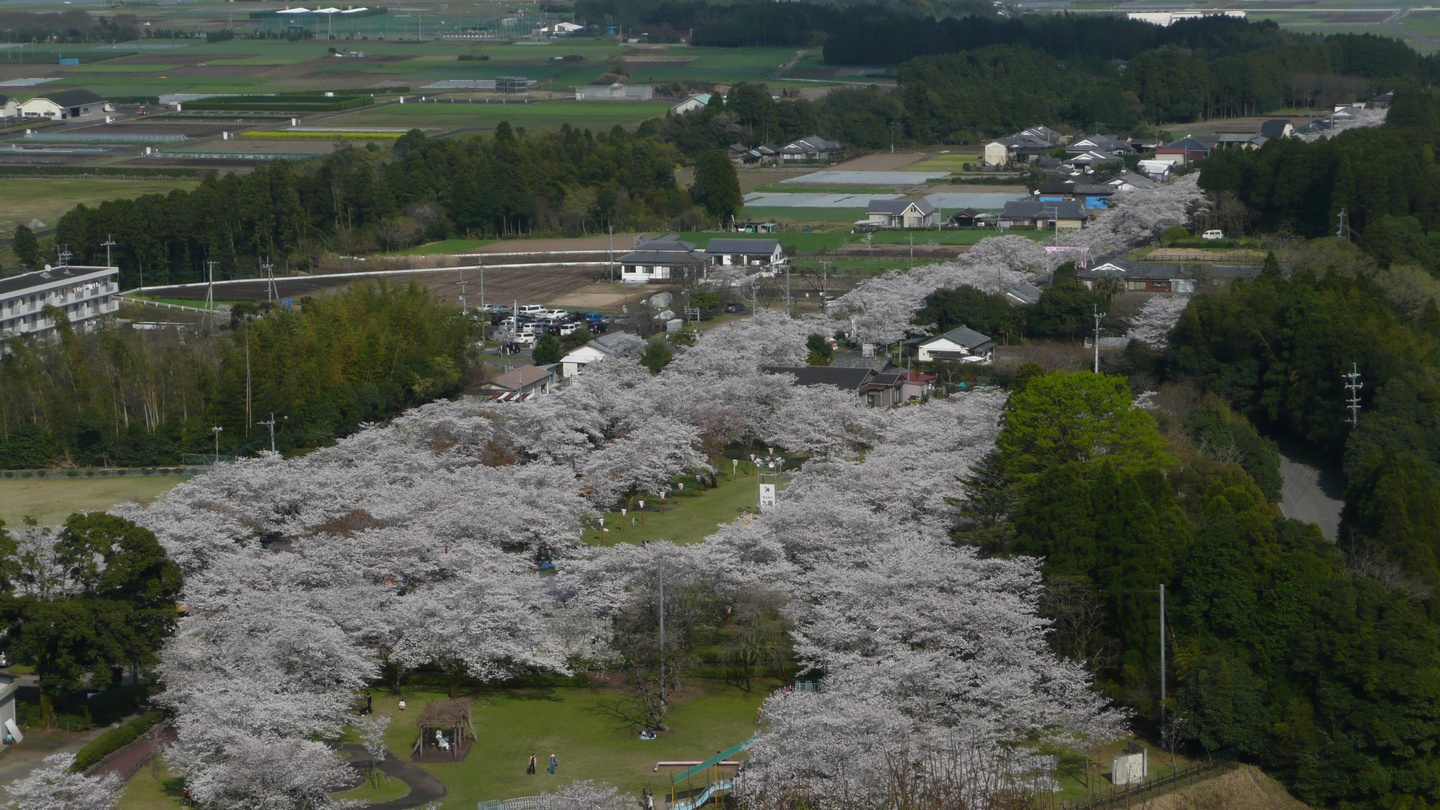
母智丘・関之尾県立自然公園
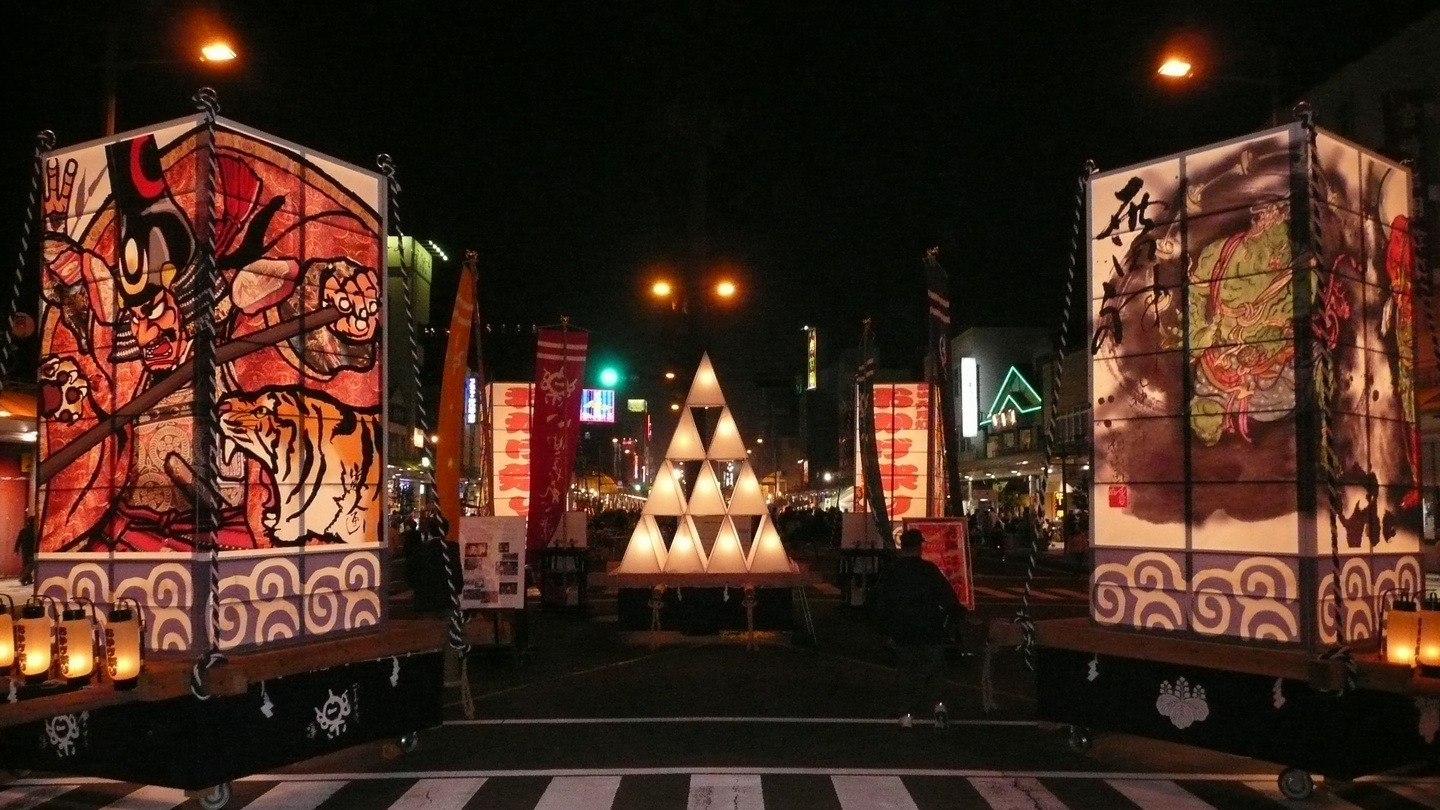
都城六月灯おかげ祭りの灯篭（神柱宮）

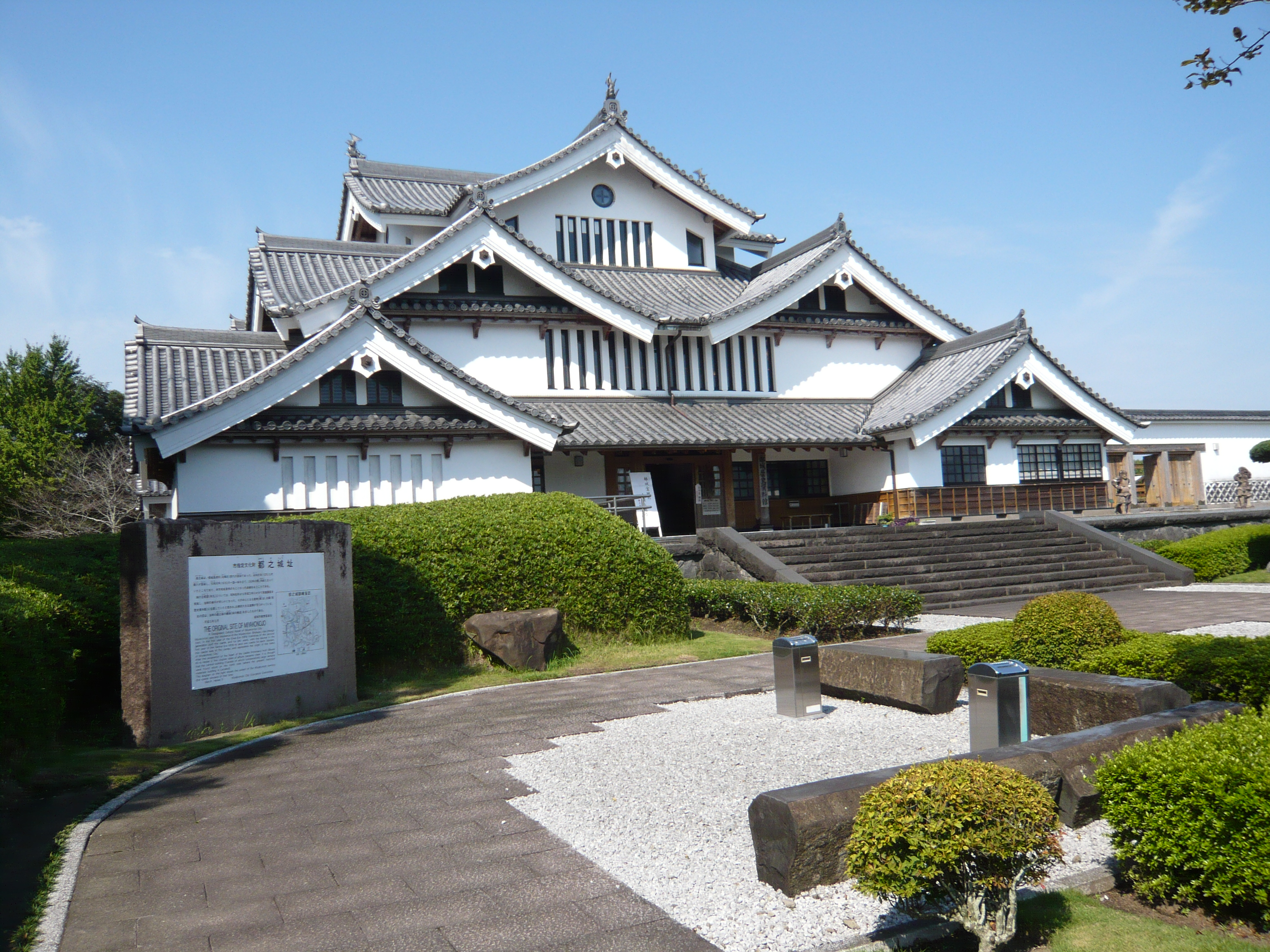
地名の由来となった都之城（現：都城歴史資料館）
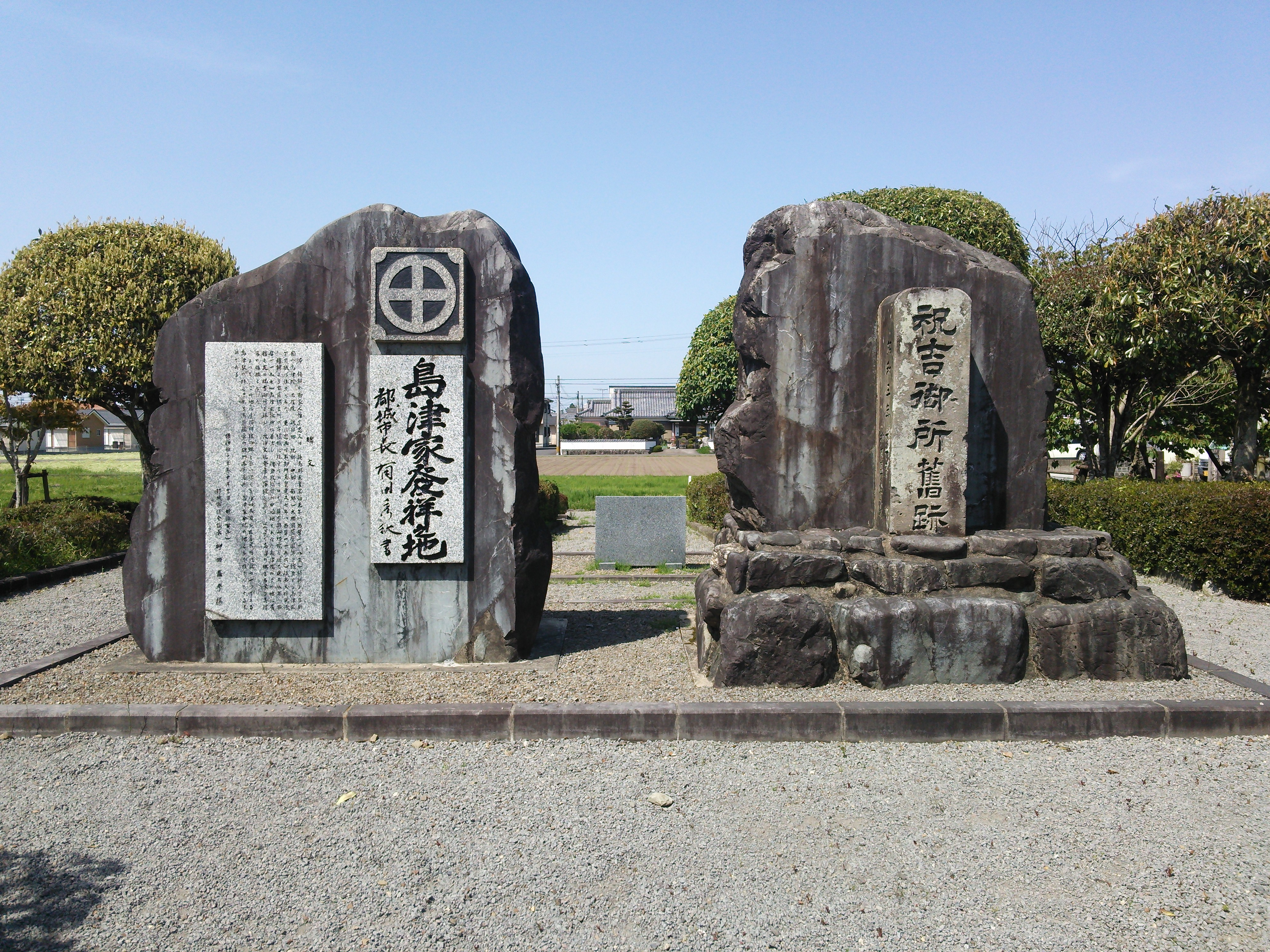
祝吉御所（島津荘）門柱跡に建てられた島津家発祥之地の石碑
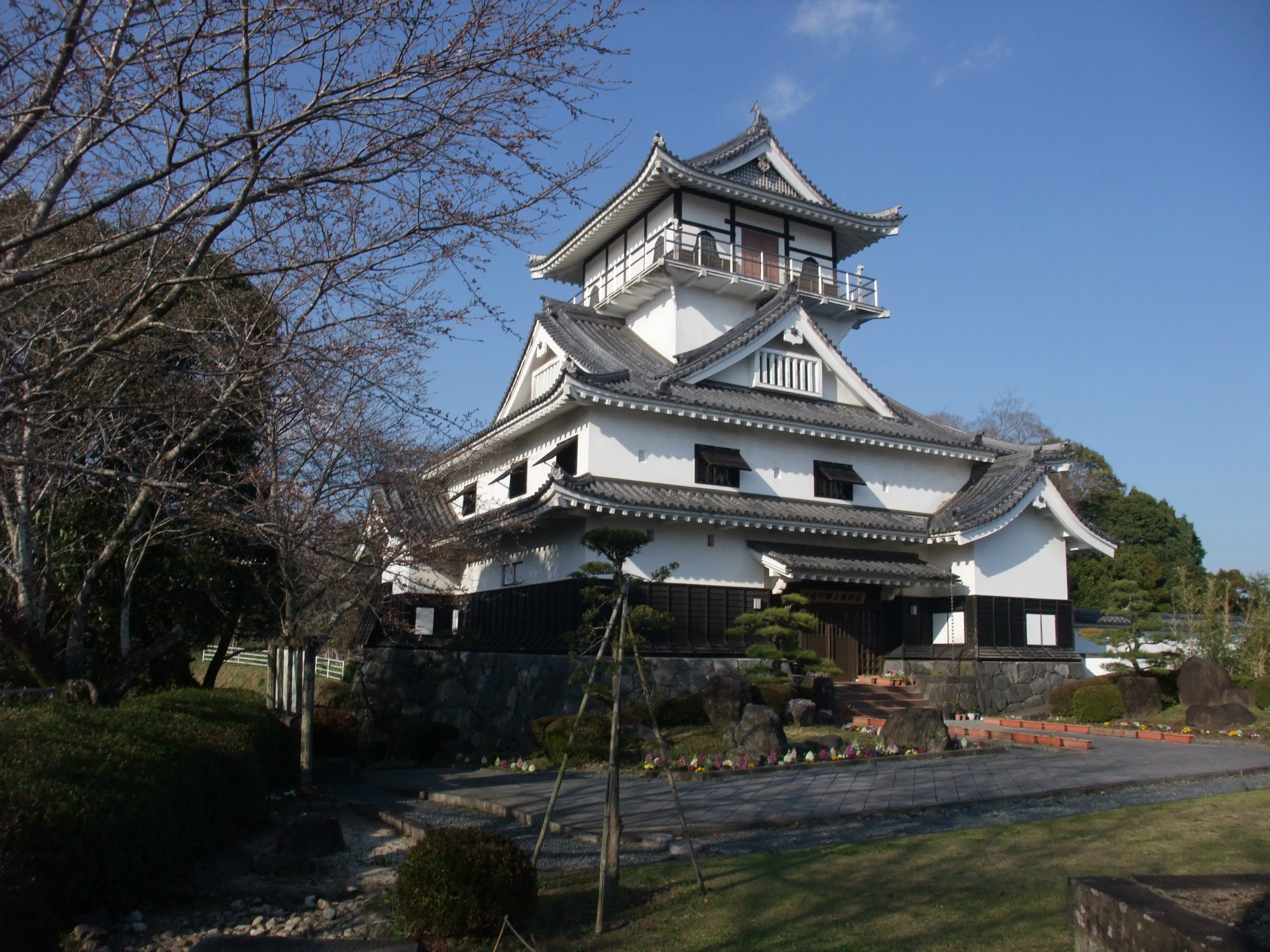
月山日和城（現:高城歴史資料館）

### 名所・旧跡・観光スポット
- 高千穂峰・（御池）（霧島屋久国立公園）
- 高千穂牧場
- 関之尾滝
- 母智丘公園
- 金御岳公園
- 神柱宮（神柱公園）
- 東霧島神社
- 南洲神社
- 早水神社
- 興玉神社
- 都城市立美術館
- ラスパたかざき（温泉施設）
- たちばな天文台
- 島津寒天工場跡
- 旧歩兵第六十四聯隊・第二十三聯隊本部跡（郷土館）
- 都城特攻基地跡
- 母智丘のトーチカ跡と田の神
- 高城町古墳群
- 山之口古墳
- やまだ温泉
- 青井岳（山 宮崎県都城市山之口町 標高563.2m 宮崎百名山のひとつ）
- 青井岳温泉
- 青井岳荘
- 青井岳自然公園
- 都城温泉
- 観音池公園
- 月山日和城跡
- 祝吉御所跡

### 祭事・催事
- 安久節
- 弥五郎どん祭り
- 熊襲踊り（11月下旬）
- 六月灯（旧暦6月）

## 著名な出身者

### 歴史上の人物
- 日向髪長媛（仁徳天皇の妃）

### 行政・政治
- 井ノ上正盛（外交官）
- 上原勇作（元帥陸軍大将、陸軍大臣、参謀総長、教育総監）
- 小杉イ子（参議院議員）
- 財部彪（海軍大将、海軍大臣）
- 東国原英夫（衆議院議員、宮崎県知事、タレント）
- 平嶋隆司（国土交通省大臣官房危機管理・運輸安全政策審議官、観光庁次長）[16]
- 藤井治芳（第29代建設事務次官、第9代日本道路公団総裁、駐車場整備推進機構理事長）
- 持永義夫（内務官僚、官選第37代三重県知事、官選第30代兵庫県知事、官選第28代北海道庁長官、衆議院議員）

### 文化・学問
- 加藤宇章（彫刻家）
- 小波秀雄（物理学者）
- 杉内雅男（囲碁棋士）
- 瀬戸山登一（法学者）
- 中川カ〜ル（漫画家）
- 富松良夫（詩人、初代および2代目の「都城市歌」を作詞）
- 中山大三郎（作曲家）
- 平山輝男（言語学者）
- 山内多門（日本画家）
- 山口絵美菜（将棋女流棋士）
- やまさき十三（漫画原作者）

### 実業・経済
- 江夏順行（霧島酒造社長）
- 南園克己（日東紡績社長、日本紡績協会会長）
- 南大輔(実業家(居酒屋経営)、元お笑い芸人(お笑いトリオ「パラダイス」))

### 芸能・音楽
- 安藤ヒロキオ（俳優）
- 井之上隆志（俳優）
- 大田明奈（旧芸名青島あきな）（グラビアアイドル）
- 岡元次郎（俳優）
- 桐島優介（俳優・ミュージシャン）
- 駒田京伽（こまだひろか・アイドル・HKT48）
- 重信優（マー坊）（津軽三味線天地心弦流家元、ローカルタレント）
- 永井利光（ドラマー）
- 古地克成（ドラマー）
- 永瀬正敏（俳優）
- 永友聖也（ミュージシャン）
- 温水洋一（俳優）
- 浜崎奈津子（シンガーソングライター）
- 宮路一昭（ギタリスト、作曲家、音楽プロデューサー）
- 若松俊秀（俳優）
- 蕨野友也（俳優）
- 瀬戸口俊介（俳優）

### マスコミ
- 岡元昇（朝日放送元アナウンサー）
- 首藤真吾（テレビ宮崎元アナウンサー）
- 垣内麻里亜（静岡第一テレビ元アナウンサー）
- 桒畑笑莉奈（元長崎国際テレビアナウンサー）
- 上山音（TVQ九州放送アナウンサー）

### スポーツ・教育
- 井上康生（シドニーオリンピック柔道金メダリスト、東海大学准教授）出生地および幼少期
- 入来智（プロ野球選手）
- 入来祐作（プロ野球選手）
- 池江泰郎（競馬騎手、調教師）
- 大田原隆太（プロ野球選手）
- 川畑亜沙美（女子プロ野球選手）
- 釘村忠（エンデューロライダー）
- 高橋昌史（プロバスケットボール選手）
- 田中幸雄（プロ野球選手）
- 戸郷翔征（プロ野球選手）
- 中山潮音（女子ラグビー選手）
- 二分久男（競馬騎手、調教師）
- 廣池康志郎（プロ野球選手）
- 別府優樹（プロボクサー）
- 志々目裕樹（元柔道家→元競艇選手）
- 志々目徹（柔道家）
- 志々目愛（柔道家）
- 福盛和男（プロ野球選手）
- 森遼大朗（プロ野球選手）
- 柳裕也（プロ野球選手）
- 湯場海樹（プロボクサー）
- 吉永忍（競馬騎手、調教師）
- 吉永猛（競馬騎手、調教師）

## 都城市を舞台とした作品

### ドラマ
- ソロ活女子のススメ3 - 第12話「ソロ旅って人間らしいな」（2023年6月22日、テレビ東京）
- 物産展の女～宮崎編～（後編）（2025年1月16日、テレビ東京）